# Коронавірусна хвороба 2019 в Україні
Поширення коронавірусної хвороби 2020 в Україні Початок поширення захворювання зафіксовано 3 березня 2020 року, коли підтвердився перший випадок хвороби в Чернівецькій області.
За даними МОЗ та РНБО станом на 25 серпня 2022 року в Україні підтверджено 5 315 613 випадків зараження SARS-CoV-2, з них 116 555 осіб померли, 4 880 967 одужали.
Станом на 6 липня 2022 року Україна посідала 23 місце у світі (10-е в Європі) за кількістю зафіксованих випадків інфікування та 18-е у світі (8-е в Європі) — за кількістю померла кількістю видужалих 22-е місце в світі (9-е в Європі). Кількість інфікованих на 1 мільйон населення становить 51961 особа (77-е місці у світі і 38-е в Європі), а кількість померлих з COVID-19 на мільйон населення — 1221 особа (45-е місце у світі і 29-те в Європі).
| Регіон            | Всього | Смертельні | Видужали | Наразі | Летальність | Інцедентність |
| ----------------- | ------ | ---------- | -------- | ------ | ----------- | ------------- |
| Вінницька         | 87715  | 2161       | 75878    | 9676   | 2,5 %       | 5,78 %        |
| Волинська         | 80794  | 1599       | 68273    | 10922  | 2,0 %       | 7,89 %        |
| Дніпропетровська  | 197028 | 6115       | 154576   | 36337  | 3,1 %       | 6,32 %        |
| Донецька          | 132502 | 3573       | 107659   | 21270  | 2,7 %       | 3,25 %        |
| Житомирська       | 120658 | 2546       | 98526    | 19586  | 2,1 %       | 10,17 %       |
| Закарпатська      | 70733  | 1795       | 62805    | 6133   | 2,5 %       | 5,67 %        |
| Запорізька        | 148949 | 3500       | 111699   | 33750  | 2,3 %       | 9,02 %        |
| Івано-Франківська | 107321 | 2519       | 92296    | 12506  | 2,3 %       | 7,92 %        |
| Київська          | 155165 | 3449       | 135511   | 16205  | 2,2 %       | 8,65 %        |
| Кіровоградська    | 25513  | 1014       | 21465    | 3034   | 4,0 %       | 2,80 %        |
| Луганська         | 50802  | 1652       | 36902    | 12248  | 3,3 %       | 2,41 %        |
| Львівська         | 188624 | 4711       | 149816   | 34097  | 2,5 %       | 7,59 %        |
| Миколаївська      | 89536  | 2444       | 77061    | 10031  | 2,7 %       | 8,15 %        |
| Одеська           | 201434 | 4278       | 152629   | 44527  | 2,1 %       | 8,54 %        |
| Полтавська        | 104072 | 2471       | 87122    | 14479  | 2,4 %       | 7,65 %        |
| Рівненська        | 105840 | 1680       | 91579    | 12581  | 1,6 %       | 9,24 %        |
| Сумська           | 111881 | 2019       | 91161    | 18701  | 1,8 %       | 10,73 %       |
| Тернопільська     | 93311  | 1692       | 81187    | 10432  | 1,8 %       | 9,10 %        |
| Харківська        | 213742 | 4817       | 174274   | 34651  | 2,3 %       | 8,18 %        |
| Херсонська        | 68995  | 1866       | 44961    | 22168  | 2,7 %       | 6,84 %        |
| Хмельницька       | 120708 | 2477       | 100816   | 17415  | 2,1 %       | 9,77 %        |
| Черкаська         | 104620 | 1743       | 88892    | 13985  | 1,7 %       | 8,96 %        |
| Чернівецька       | 109292 | 2516       | 89364    | 17412  | 2,3 %       | 12,24 %       |
| Чернігівська      | 76549  | 1784       | 64726    | 10039  | 2,3 %       | 7,92 %        |
| м. Київ           | 267167 | 6421       | 233241   | 27505  | 2,4 %       | 9,05 %        |

## Хронологія

### 2020

Динаміка зміни інфікованих за областями за перші 2 місяці

27 січня Українська чартерна авіакомпанія SkyUp оголосила, що зупинила рейси до Саньї (Хайнань, КНР) до березня..
4 лютого компанія МАУ зупинила чартерні послуги в аеропорту Санья Фенікс в Хайнані. Спочатку було оголошено про тимчасове зупинення рейсів до 24 лютого.
24 лютого за інформацією прем'єра О. Гончарука, мало бути запроваджено температурну перевірку всіх пасажирів, що прибувають із країн, в яких зареєстровано випадки захворювання, аналогічне рішення 25 лютого прийнято на координаційній нараді під головуванням секретаря РНБО Олексія Данілова. Проте в аеропортах «Бориспіль» та «Київ» такі перевірки не проводилися, а рішення про закупівлю обладнання температурного скринінгу для аеропорту «Бориспіль» було ухвалено Кабінетом міністрів 11 березня.

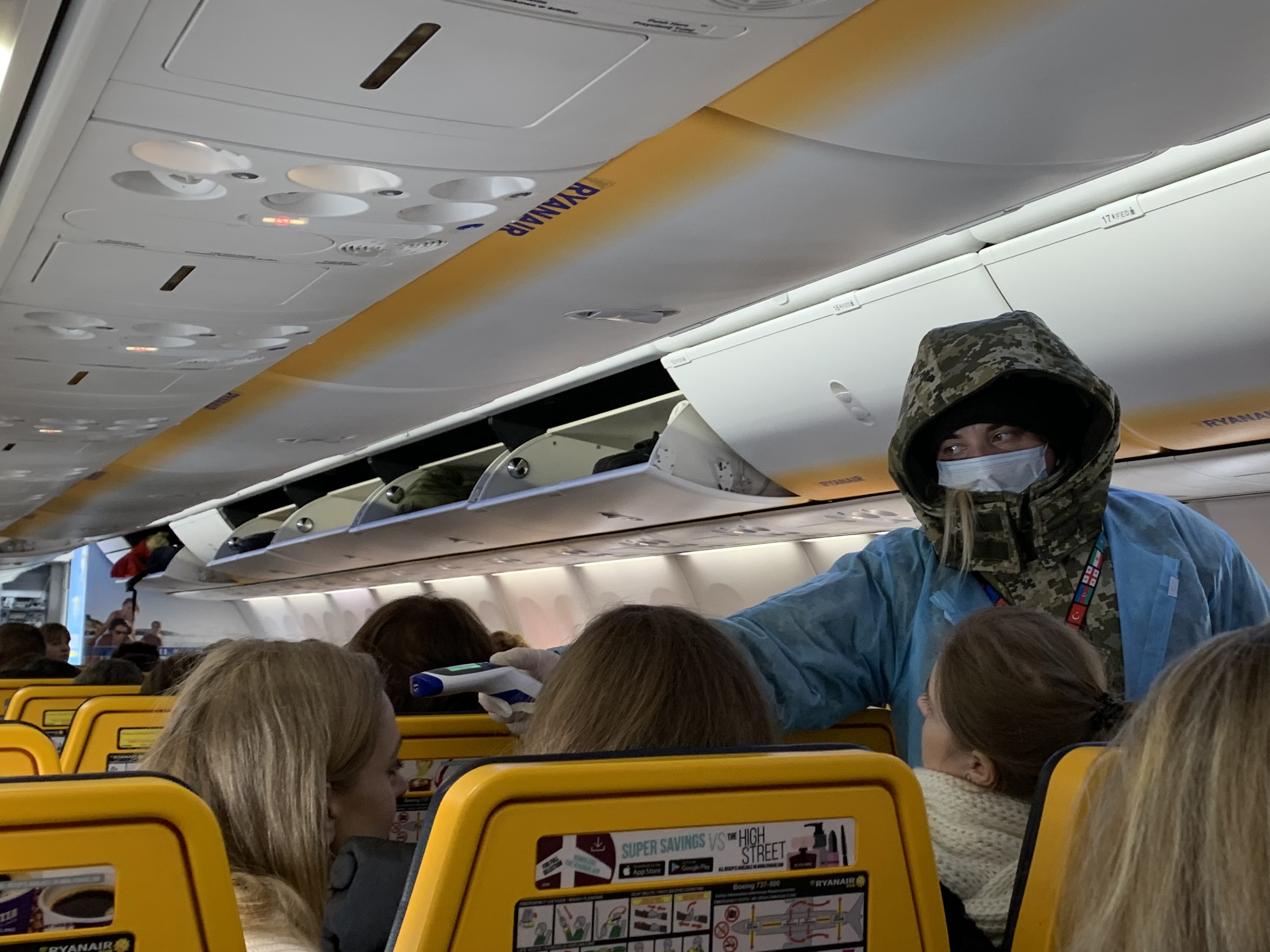
Перевірка стану здоров'я людей в аеропорту «Бориспіль». Лютий 2020 року.

26 лютого в Україні було відновлено посаду головного санітарно-епідеміологічного лікаря і призначено на неї заступника міністра охорони здоров'я Віктора Ляшка.
Станом на 28 лютого було зроблено 4 тести, усі вони були негативними.

#### Березень

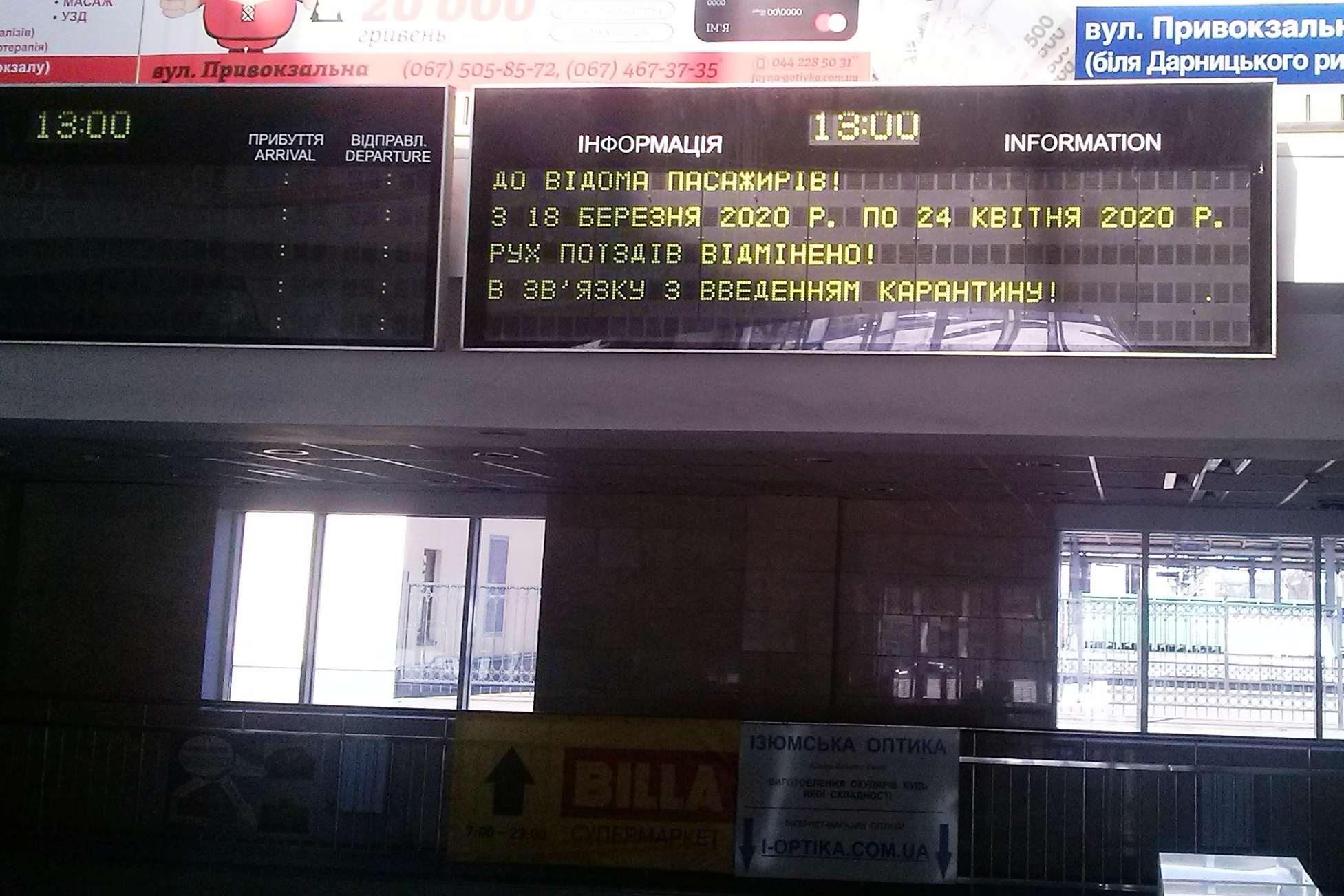
Оголошення на станції Дарниця про призупинення руху поїздів

3 березня Україна оголосила про перший підтверджений випадок коронавірусної хвороби 2019 у чоловіка з Чернівців, який прибув з Італії до Румунії літаком, а потім дістався в Україну автомобілем. Його госпіталізували 29 лютого.
3 березня МОЗ України запустило інформаційний сайт [Архівовано 3 березня 2020 у Wayback Machine.] про коронавірус, зібравши на ньому інформацію для громадян, яка має допомагати розібратись у ситуації та зменшити ризик захворювання.
10 березня до Центру громадського здоров'я України надійшло 40 повідомлень про підозру на COVID-19. Дослідження 36 зразків було завершене, 35 із них були негативними, один — позитивний, 4 зразки ще досліджувалися. Того ж дня надійшло повідомлення про підтвердження проби, яку раніше було направлено до Лондона на верифікацію.
11 березня Кабмін запровадив карантин в Україні терміном з 12 березня до 3 квітня.
12 березня в Україні було виявлено ще 2 випадки захворювання — у Чернівецькій і Житомирській областях. У житомирському райцентрі Радомишлі, де у жінки пенсійного віку було виявлено коронавірусну хворобу, запроваджено надзвичайний стан.
Перша українка померла в Італії.
13 березня — першим в Україні летальним випадком коронавірусної хвороби 2019 стала смерть 71-річної жінки з Житомирської області, яку було шпиталізовано 12 березня після повернення з Польщі. Згодом стало відомо, що напередодні, 8 березня, вона відвідувала літургію у місцевому храмі й цілувала ікону. До лікарів жінка зверталася ще 1 березня зі скаргою на високий тиск.
16 березня Україна закрила кордони для іноземців на термін до двох тижнів. Цього дня виявлено 4 нові випадки захворювання, 2 — у Київській і Чернівецькій областях і в Києві. Цього дня було тимчасово заборонено церковні служби й обряди,в Чернівецькій й Житомирській області розпорядженням КМУ встановлено режим надзвичайної ситуації.
17 березня виявлено 7 нових випадків захворювання: 6 у Чернівецькій області, 1 у Київській. Одна людина з Чернівецької області померла. Загальна кількість пацієнтів досягла 14 осіб.
Першим депутатом ВРУ, що захворів, став Сергій Шахов, який 11 березня повернувся з Італії і того ж дня був на засіданні екологічного комітету ВРУ разом з ще 11 нардепами. Зафіксовано ще 2 випадки захворювання на COVID-19 (по одному випадку у Донецькій і Київській областях). Таким чином, загальна кількість випадків інфікування зросла до 16.
19 березня виявлені перші два випадки в Дніпропетровській області (у осіб, що повернулися з-за кордону), один у Житомирі і в Києві, п'ять у Чернівецькій. У Чернівецькій області кількість інфікованих сягнула 15 осіб. Також померла жінка в Івано-Франківську, кількість померлих досягла 3 осіб. Олександрійська лікарня, яка робить тести на коронавірус, охороняється Національною гвардією України
20 березня в Україні зафіксовано 41 випадок і три летальні випадки. Дніпропетровська область запровадила режим надзвичайної ситуації. Андрій Садовий повідомив про першого хворого у Львові. Ним виявився лікар-стоматолог 1961 р.н., який повернувся з Німеччини, він не має симптомів і добре почувається. Експрес-тести поступили на майданчик ProZorro вартістю від 320 грн за тест партіями від 8000 грн. Тести можуть купувати бюджетні організації. В Чернігові припинено роботу громадського транспорту. Одужав перший хворий. Ним виявився 39-річний чоловік із Чернівців.
22 березня за добу було зафіксовано найбільшу на той час кількість заражень за день — 26. Тодішній очільник МОЗ Ілля Ємець закликав владу ввести режим надзвичайного стану в Україні.
З 23 березня проїзд у київському громадському транспорті дозволено тільки за перепустками. На цей день зареєстровано 47 інфікованих. Фонд «Повернись живим» направив до території ООС тисячу тестів на коронавірус. На вечір цього дня в Україні підтверджено 73 випадки та 705 підозр на вірус.
24 березня у Львівській, Донецькій, Тернопільській і Черкаській областях вводиться режим надзвичайної ситуації.
25 березня в Україні зафіксовано 113 випадків (з них 29 за добу) та 4 летальні випадки. Перші випадки інфікування виявлено у Волинській, Одеській, Луганській, Дніпропетровській, Сумській і Запорізькій областях. Цього ж дня Кабмін запровадив режим надзвичайної ситуації на всій території України терміном на 30 днів, до 24 квітня 2020 року.
29 березня інфікування коронавірусом виявлено у нардепа Володимира Ватраса. Також 19 осіб заразились вірусом на Закарпатті під час відвідування церкви. Всього 475 випадків зараження, з них 10 осіб померло і 6 одужали.
Широкого розголосу набула ситуація з експортом медичних масок з України. За січень-лютий 2020 року Україна експортувала 640 тонн масок до 48 країн 233 тонни масок вартістю 4,3 млн $ — до Німеччини, 104 тонни (1,4 млн $) — до Румунії, 94 тонн (780 тис. $) — до Словаччини.

#### Квітень
2 квітня кількість інфікованих зросла до 804 осіб, серед них 57 — діти. Серед 20 померлих 15 — жінки і 5 — чоловік. Більшість осіб віком від 50-ти років.
4 квітня група українських лікарів та волонтерів вирушила до Італії допомогти лікувати хворих на коронавірусну хворобу й навчатися досвіду італійських лікарів, частина групи поїхала до міста Пезаро, інша до — Урбіно.

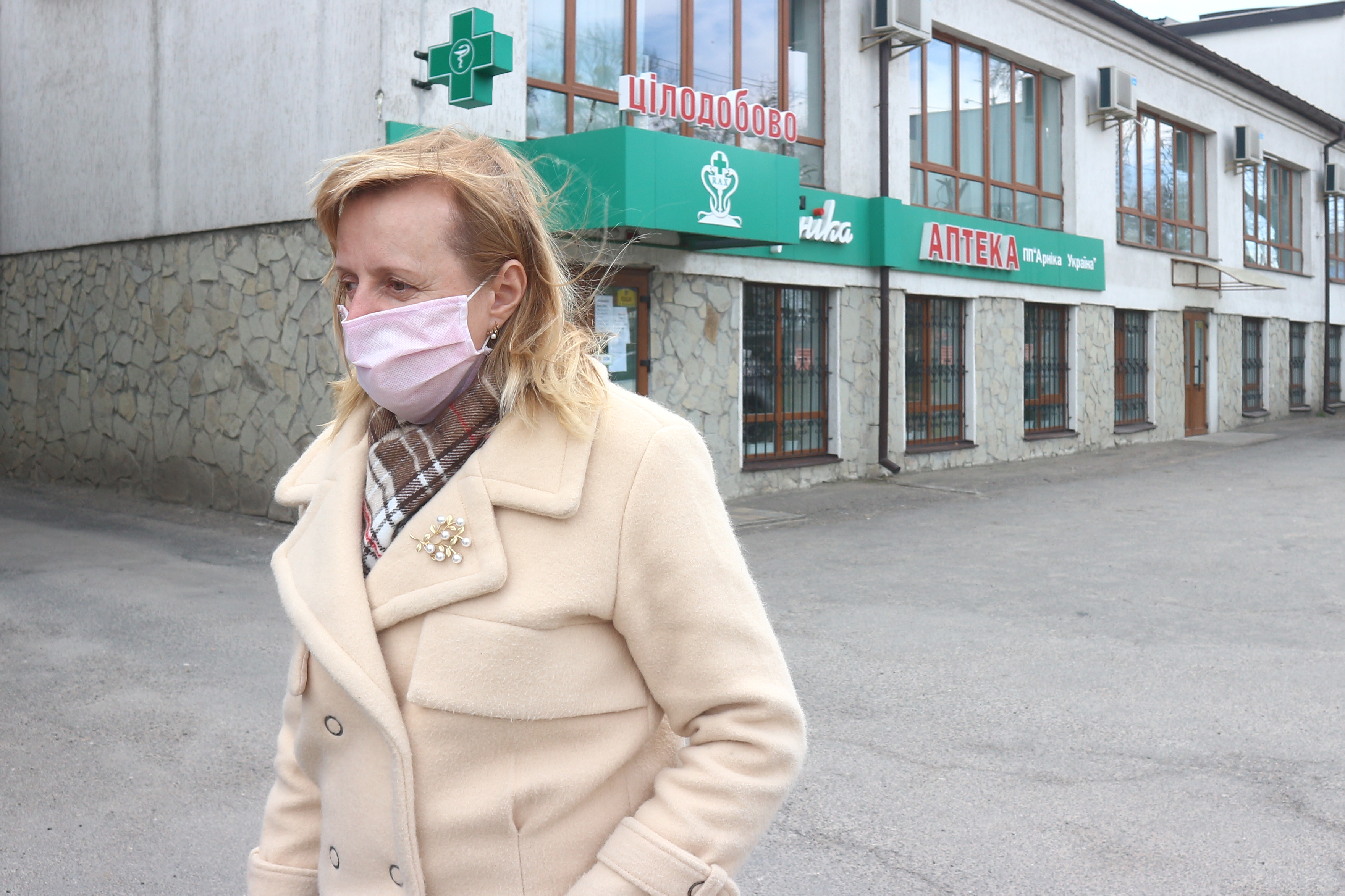
6 квітня в Україні було запроваджено обов'язкове носіння масок у громадських місцях

6 квітня в Україні було введено нові обмежувальні карантинні заходи: заборона на відвідування парків і зон відпочинку, у громадських місцях — обов'язкове носіння масок, особам, старшим 60 років рекомендують залишатися вдома. В Україні стартувала телевізійна «Всеукраїнська школа онлайн». Викладаються наступні предмети: українська мова та література; історія України та всесвітня історія; англійська мова; фізика; алгебра; геометрія; географія; хімія і біологія.
8 квітня 15 осіб одразу захворіли у Першотравенську (Дніпропетровська обл.) у релігійному коледжі. Загалом у місті 21 підтверджений випадок інфекції. Заборонено в'їзд до Дніпра транзитного транспорту й транспорту, що прибуває з інших регіонів України. Виняток лише для тих транспортних засобів, які залучаються до заходів із життєзабезпечення населення міста. Через спалах коронавірусу у Першотравенську обмежили в'їзд і виїзд із міста.

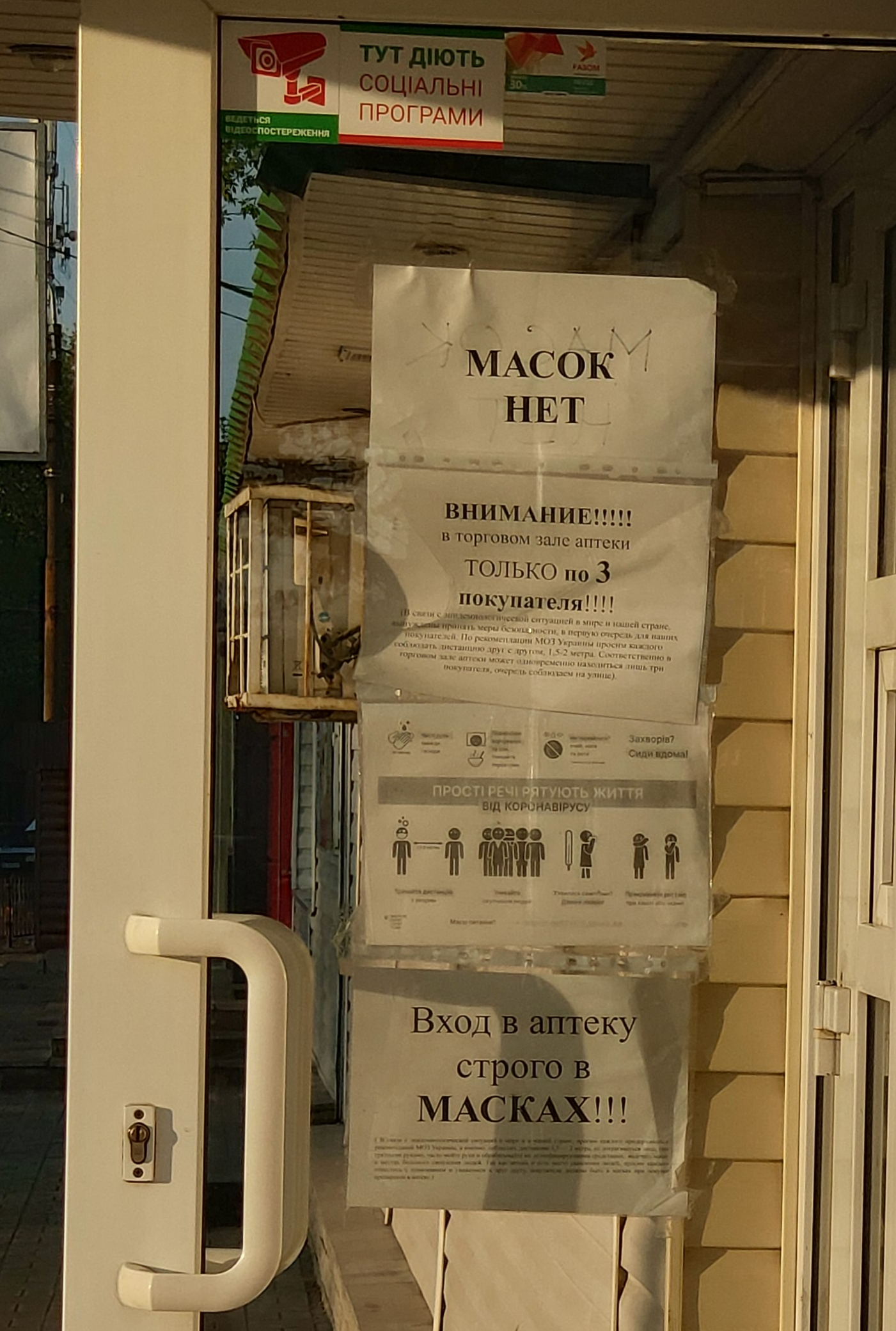
В аптеках відсутні маски. Але входити до аптек треба в масках

22 квітня Кабмін продовжив карантин в Україні до 11 травня без пом'якшення. Згодом Уряд представив 5-етапний план виходу країни з карантину.

#### Травень
6 травня в Україні різко зросла захворюваність на коронавірус, за добу зафіксовано 507 випадків, 13 летальних випадків та 299 одужань. На цей день зафіксовано 13.691 випадкок зараження, померли 340, одужали 2396.
11 травня Попри подальше зростання кількості інфікованих карантинні заходи послаблено — відкрили більшість магазинів у більшості областей України, в тому числі розміщені в ТРЦ.
14 травня вперше за добу було виявлено менше випадків інфікування, ніж вилікувалося. Тобто вилікувалося більше, ніж захворіло.
15 травня у Дарницькому будинку-інтернаті для дівчат виявили 81 випадок інфікування. Усього за добу у Києві було виявлено рекордне число заражень за день — 153.
20 травня Україна відкрила кордони з ЄС та Молдовою, тим часом КПП на кордоні з Росією та Білоруссю продовжили роботу в обмеженому режимі.
22 травня в Україні кількість інфікованих зросла до 20 тисяч осіб. Чернівецька ОДА зняла обмеження в'їзду-виїзду з області.

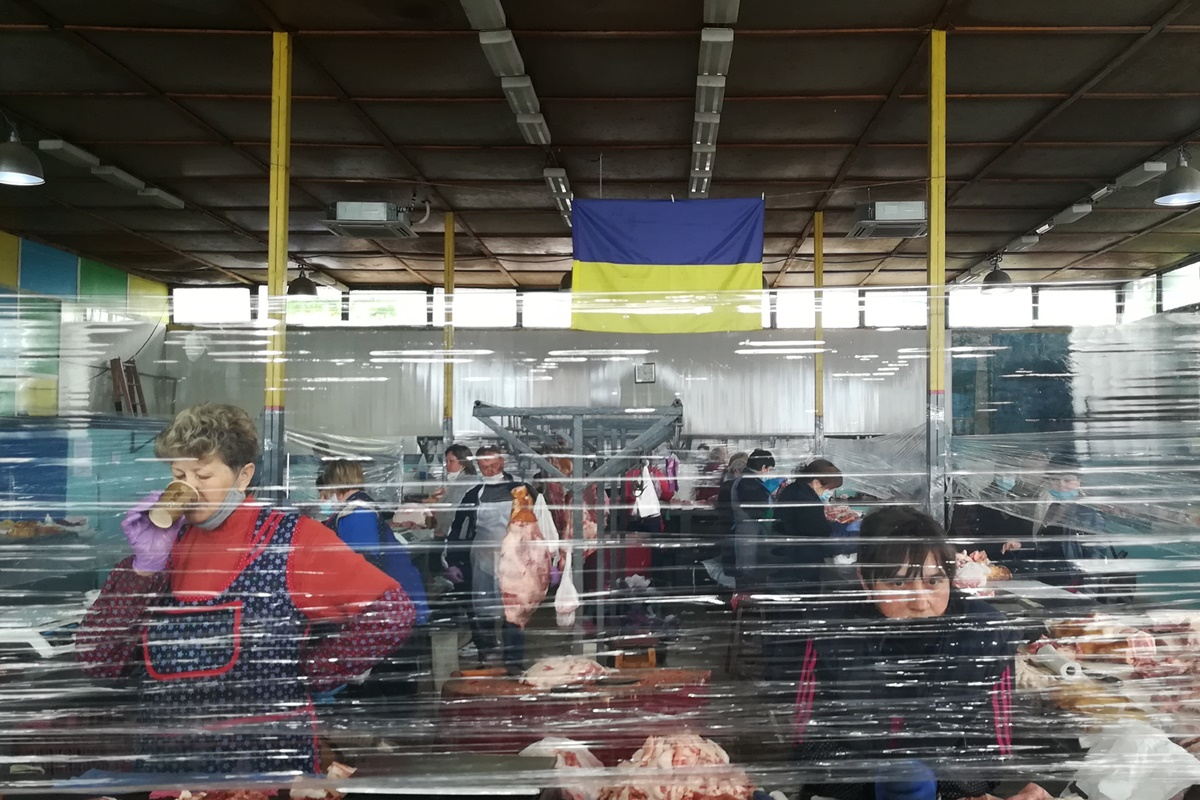
Плівка на торгових місцях м'ясного павільйону Васильківського ринку

26 травня в Україні вдруге кількість тих, хто вилікувався, виявилася більшою, ніж тих, хто інфікувався. Вилікувалася 341 людина, інфікувалися 339, померло 21, кількість активних випадків зменшилася на 23, до 13,365. Цього ж дня Укрзалізниця відкрила попередній продаж квитків на 5 поїздів Інтерсіті+ з 1 червня на 50 % кількості місць, а загалом було відновлено рух потягів за 14 напрямками. Пасажири зобов'язані носити маску або респіратор. При посадці мають вимірювати температуру, після кожного рейсу має здійснюватися санобробка вагонів.
28 травня НАНУ оголосила про те, що Україна пройшла фазу «плато», а хвороба розвивається за оптимістичним сценарієм, хоч і існує ймовірність другої хвилі епідемії.

#### Червень

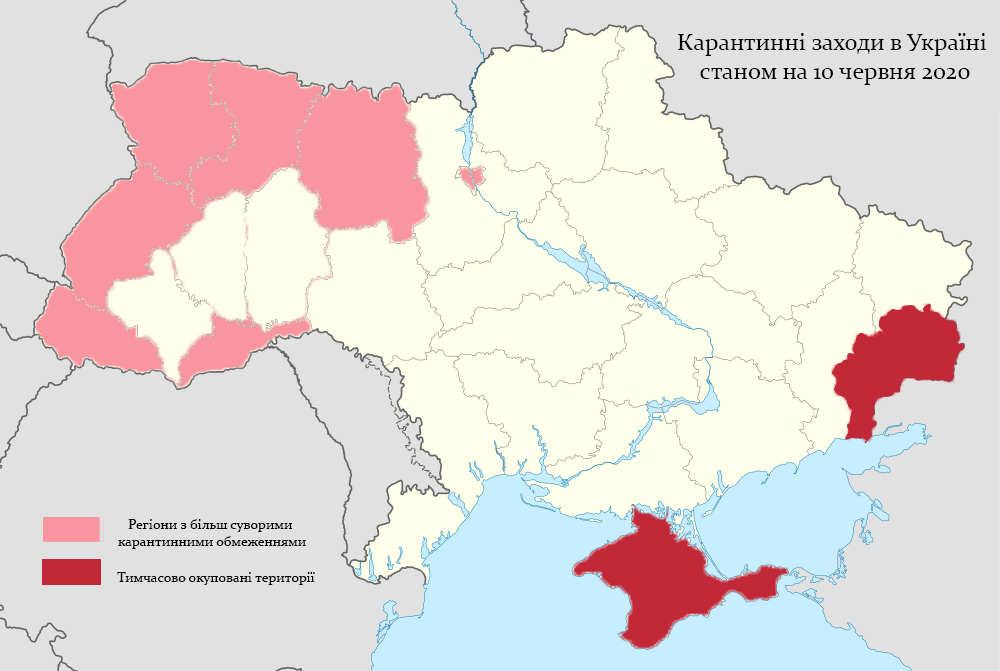
Карантинні заходи в Україні станом на 10 червня 2020

З 1 червня в Україні почався третій етап ослаблення карантину: дозволено роботу спортивних та фітнес-залів, басейнів, відновлено міжобласне транспортне сполучення.
10 червня у 18 регіонах України з найменшими епідеміологічними показниками дозволили культурно-мистецькі акції з певними обмеженнями, зокрема відвідування у масках (респіраторах) і відстань між стільцями — 1,5 метра. Ключовим показником для послаблення було проголошено «інцидентність» (кількість нових випадків COVID-19 за останні 7 днів на 100 000 населення), яка не повинна була перевищувати 12. Пізніше цей показник було скасовано. Станом на цей день було зафіксовано 28,831 випадок інфікування і 525 випадків за останню добу.
12 червня Кабмін заборонив проведення в аудиторіях пробного ЗНО та відкриття кінотеатрів через різке зростання захворюваності на covid-19. Також з'явилась інформація, що Уряд планує скасувати основне ЗНО 2020 року взагалі, що викликало негативну реакцію суспільства. Згодом Віктор Ляшко та Максим Степанов надали інформацію про три сценарії проведення ЗНО в 2020 році: проведення у попередньо встановлені терміни з 25 червня до 17 липня, зміна дат проведення, повне його скасування.
Також Максим Степанов на брифінгу заявив, що в Україні стрімко зростає кількість нових хворих через те, що українці почали забувати про дотримання обмежень і переплутали пом'якшення карантину з його скасуванням.
17 червня Кабмін продовжив адаптивний карантин в Україні до 31 липня 2020 року. Також у випадку, якщо в регіоні завантаженість лікарняних ліжок перевищує 50 % кількість тестувань ПЛР та ІФА-методами становить менше ніж 24 на 100 тис. населення або інцидентність перевищує допустиме значення на 8 і більше пунктів, то такий регіон є регіоном зі значним поширенням хвороби і місцева комісія ТЕБ та НС повинна посилити карантинні заходи. Кабмін виділив МВС 2,7 млрд грн на доплати причетним до протидії коронавірусу співробітникам.
18 червня Україна зняла обмеження на авіаперевезення. За добу інфікувалася 921 особа, що найбільше із початку епідемії.
19 червня загальна кількість інфікованих працівників МВС зросла до 700 осіб. Співробітники системи МВС — другі за ступенем ризику і за фактом зараження COVID-19 після лікарів.
24 червня було зафіксовано рекорд захворюваності, коли за добу виявили 940 нових інфікованих. Найбільш зараженими регіонами були Київ, Чернівецька та Львівська області. Наприкінці червня Україна почала поступове відновлення авіарейсів.
26 червня вперше за весь час зафіксували понад тисячу осіб (1109).

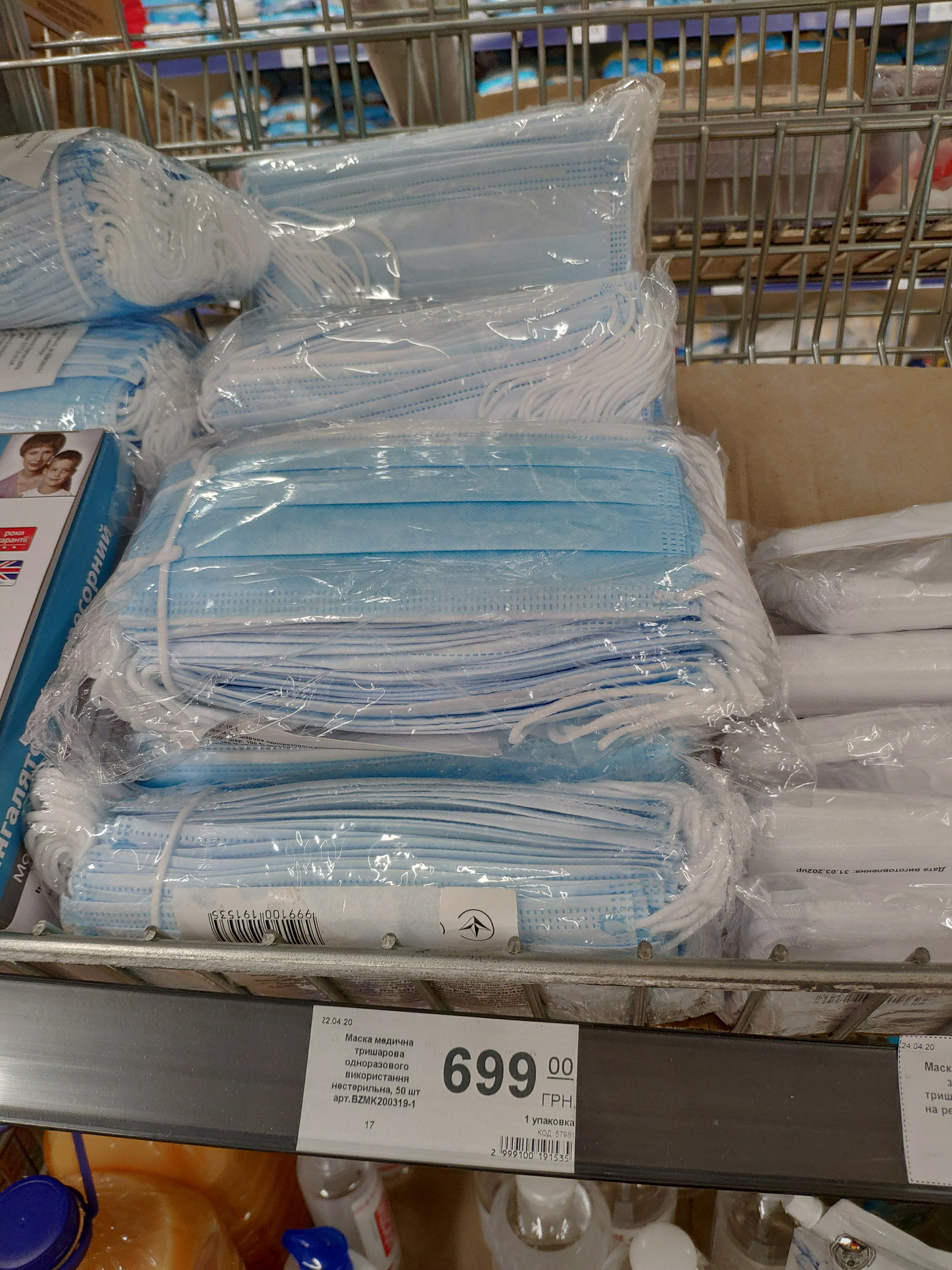
Через дефіцит масок на них значно піднялися ціни. 699 грн за 50 масок.

27 червня в Україні було госпіталізовано 237 хворих з коронавірусом, це найбільше значення за весь час пандемії. Цього дня 18 пацієнтів померли та 233 людей одужали. Загалом проведено 641,911 ПЛР-тестів.

#### Липень
З 1 липня Україна відновила авіасполучення з Туреччиною, за перший день з України вилетіло шість літаків з туристами: в Анкару, Стамбул, Анталію і Бодрум.
8 липня головний санітарний лікар України Віктор Ляшко офіційно заявив, що реальна кількість хворих на вірус в Україні може сягати 150 тисяч замість 50 тисяч офіційно заявлених.
22 липня Кабінет Міністрів України продовжив адаптивний карантин в Україні до 31 серпня 2020 року, змінивши методику послаблення/посилення карантинних обмежень.

#### Серпень
З 1 серпня в Україні було змінено правила карантину: всі регіони було поділено на зелену, жовту, помаранчеву і червону зони. В зеленій зоні передбачено роботу громадських закладів (1 людина на 5 м2), кінотеатри, заповнені на 50 %, перевезення пасажирів лише на сидячих місцях. Жовта зона: заборона відвідування закладів соцзахисту, де є люди похилого віку. Помаранчева зона: заборонено роботу закладів розміщення (хостели, турбази тощо), окрім готелів, розважальних закладів та ресторанів вночі, планових госпіталізацій в лікарнях, спортзал, приймання нових змін до дитячих таборів, обмеження масових заходів (1 людина на 20 м2, не більше 100 людей). Червона зона: заборона громадського транспорту, закладів освіти, ТРЦ, кафе та ресторанів. Окрім того, потяги в червоній зоні будуть зупиняти тільки для висадки пасажирів.
До червоної зони з 3 серпня включено Луцьк, Тернопіль та Кіцманський район Чернівецької області. До помаранчевої — Івано-Франківськ, Львів, Бережани, Тисменицький район Івано-Франківської області, Миколаївський, Перемишлянський та Пустомитівський район Львівської області і Бучацький район Тернопільської області. До жовтої зони: міста та райони Закарпаття, Буковини, Прикарпаття, Тернопільщини, Житомирщини, Львівщини, Волині та Вінниччини. Місцеві органи влади Луцька та Тернополя відмовились посилювати обмеження і назвали потрапляння своїх міст до червоної зони «дивним», а мер Тернополя Сергій Надал звернувся до очільника Мінінфраструктури Криклія з вимогою скасувати рішення Укрзалізниці про тимчасову заборону зупинки пасажирських поїздів у місті.
7 серпня був оновлений рекорд за кількістю нових випадків за попередню добу — 1 453 та за кількістю добових летальних випадків — 33. Міністр охорони здоров'я Степанов зазначив, що збільшилась кількість госпіталізацій та кількість виявлених випадків коронавірусу у дітей.
26 серпня в Україні було посилено карантин, в рамках якого у регіонах «зеленої» зони заборонили роботу розважальних закладів (дискотек, клубів), заборонено роботу з 24:00 до 7:00 закладів харчування тих, що проводять доставку замовлень та працюють на винос, заборонено концерти, окрім тих, що проводяться закладами культури. Адаптивний карантин продовжено до 31 жовтня, а кордон для іноземців для несуттєвих поїздок знову стане закритим з 29 серпня до 28 вересня 2020 року.
31 серпня два медики із Житомирської області захворіли повторно.

#### Вересень
4 вересня в Україні зафіксовано 2723 нові випадки зараження коронавірусом — рекорд кількості нових хворих за добу.
24 вересня міністр охорони здоров'я України Максим Степанов повідомив про смерть другої дитини від COVID-19.

#### Жовтень
2 жовтня від COVID-19 померла ще одна дитина. 13-річний хлопчик із Рівненської області мав онкологічне захворювання.
3 жовтня за кількістю нових інфікованих Україна посіла 11-те місце у світі із 4633-ма інфікованими за добу. Загальна кількість інфікованих цього дня склала 217 661 осіб.
8 жовтня в Україні був встановлений новий рекорд — 5397 нових підтверджених випадків інфікування. 93 людей померли. Загальна кількість випадків становила 244 734, із них — 4690 летальних, 108 233 людей одужали.
На наступний день, 9 жовтня, показники нових випадків інфікування знову збільшилися — до 5804 осіб. Цього дня рекорд добової захворюваності було зафіксовано і у світі — близько 353 тисяч нових випадків.
До кінця місяця рекорд кількості нових хворих за добу кілька разів оновлювався: 17 жовтня — 6410 нових випадків, 21 жовтня — 6719 нових випадків, 22 жовтня — 7053, 23 жовтня — 7517, 30 жовтня — 8312, 31 жовтня — 8752.

#### Листопад
3 листопада за добу інфікувалися 404 правоохоронці МВС. Найбільше в Києві (60), Сумській області (29) і Рівненській області (22). Всього від початку пандемії захворіло 13 607 працівників МВС. Одужало — 12 678 осіб, а померло — 35. Завантаженність ліжок також різко зросла. Найбільше у таких областях: Полтавська — 91,7 %; Житомирська — 85,8 % та Івано-Франківська — 81,4 %. В середньому показник по Україні склав 68 %.
6 листопада ВРУ прийняла закон про штраф за неносіння маски у громадських спорудах і транспорті без масок. Штраф буде від 170 до 255 гривень.
7 листопада вперше зафіксували понад 10 тис. хворих.
З понеділка, 9 листопада, на території України буде діяти нове епідемічне зонування. Два міста та вісім районів Рівненської області потрапили до червоної зони.
13 листопада Кабінет міністрів запровадив карантин вихідного дня.
17 листопада на пленарному засіданні Верховна Рада розглядала проєкт стосовно пом'якшення карантинних обмежень у вихідні дні. Проєкт не набрав достатньої кількості голосів, «за» були лише 149 нардепів.
23 листопада Національна академія наук України опублікувала дані щодо прогнозу розвитку епідемії та аналіз смертності. У публікації говориться про надлишкову смертність в Україні, яка перевищує офіційну статистику померлих від COVID-19 у 3—4 рази.
2 грудня Кабінет міністрів скасував «карантин вихідного дня».
На позачерговому засіданні 9 грудня Кабінет міністрів України підтримав постанову про запровадження жорсткого карантину для боротьби з COVID-19 на період із 8 до 24 січня включно.
19 грудня в Україні було введено нові обмежувальні карантинні заходи. Забороняється: проведення масових заходів більше одного класу. Проведення святкових заходів, бенкетів, публічних подій. Відвідувачів в музеях, галереях, виставці більше одної людини на 10 кв. метрів. Робота закладів громадського харчування в нічний час (з 23:00 по 7:00). Релігійні заходи (таке саме стосується галереї, виставки і музея) більше одної людини на 5 м2.

### 2021

#### Січень
8 січня Кабінет міністрів України ввів жорсткий карантин. Наприкінці січня було повідомлено, що з лютого в Україні мала початися масова вакцинація вакцинами BioNTech/Pfizer, і до кінця 2021 року буде безкоштовно вакциновано не менше 50 % населення.

#### Лютий
З 5 лютого скасували готовності областей до послаблення карантину.
З 15 лютого в Україні було заплановано початок масової вакцинації, на початку місяця було оголошено про отримання перших 117 тис. доз вакцини Pfizer. Щеплення запланували робити згідно з планом у кілька етапів, першими щеплення мали отримати медпрацівники відділень з COVID-хворими, мобільні бригади з вакцинації, співробітники лабораторій з дослідження коронавірусу, бригади екстреної допомоги, жителі й персонал закладів тривалого догляду (інтернати, будинки для людей похилого віку).
з 18 лютого було заплановано повернення поділу країни на епідемічні зони: зелену, жовту, помаранчеву і червону. Того ж дня на НСК «Олімпійський» відбувся матч, на який вперше за довгий час було допущено глядачів, заповненість трибун була обмежена 50 %.
23 лютого Україною було отримано першу партію з 500 тис. доз вакцини AstraZeneca з Індії. 24 лютого препарат мали отримати Житомирська, Київська, Чернігівська, Черкаська, Полтавська, Вінницька області та Київ, решта регіонів — 25 лютого.
З 24 лютого в Україні почав діяти адаптивний карантин із зонуванням, більшу частину країни було віднесено до «жовтої» зони. Винятками були Івано-Франківська та Чернівецька області, де обмеження було посилено через спалах захворюваності.
25 лютого в Україні розпочалася масова вакцинація. На Чернігівщині, Черкащині та Київщині вакцинування розпочалося ще 24 лютого, коли було вакциновано 80 медиків. Частина медиків відмовилася робити щеплення через вік або стан здоров'я.

#### Березень
2 березня Президент Зеленський заявив, що зробив щеплення вакциною AstraZeneca.
4 березня знову зафіксували понад 10 тисяч випадків (антирекорд 2021 року). Протягом березня перший укол вакцини отримали майже 250 тис. осіб. Кабінет міністрів запланував до кінця 2021 року провести вакцинацію всіх охочих.
21 березня померла жінка-військовослужбовець (43-років) в Одеській області. За дві доби до того вона отримала щеплення від коронавірусу. Експертиза встановила, що вона мала хвороби серця і померла від серцевої недостатності.
23 березня Київ потрапив до «червоної зони». За офіційними даними МОЗ, у лікарнях Києва заповненість ліжок майже 80 %. За добу інфікується близько 1000 осіб і 30-40 помирає. Станом на цей день в Україні вакцинувалося вакциною AstraZeneca 137 тис. осіб, записалося на вакцинування через додаток Дія 300 тис..
25 березня до Борисполя прибула перша партія китайської вакцини CoronaVac (200 тисяч доз) із 1,8 млн замовлених.
27 березня МОЗ оголосило, що до червоної зони віднесено 13 регіонів України — це Київ та всі західні області.
30 березня за добу інфікувалося 11 226 нових хворих і госпіталізували 5 558 людей — це рекорд з госпіталізацій на той момент. За добу померло 407 хворих — це так само найбільший показник за весь час пандемії.

#### Квітень
На більшій частині України посилено карантинні обмеження через зростання захворюванності.
У Києві із 5 по 16 квітня транспорт буде працювати лише за перепустками, закрили школи, дитсадки. Заклади громадського харчування зможуть продовжувати працювати тільки на винос чи доставку.
2 квітня за добу інфікувалося 19 898 нових хворих і госпіталізували більше 5 тис. людей — це черговий рекорд на той момент. За добу померло 433 хворих — це так само найбільший показник за весь час пандемії (у 2020 році було до 16 тис. інфікованих в день). Найбільше нових випадків виявили у Львівській (1668), Одеській (1608), Харківській (1494), Хмельницькій (1351) та Дніпропетровській (1178) областях. У двох областях зафіксували новий штам вірус — південноафриканський, британський штам виявили в Україні на початку березня 2021. У Києві зайняті 84 % ліжок із киснем.

#### Травень
7 травня за добу в Україні підтвердили 8 710 нових випадків коронавіруса.
8 травня виявили 5372 нових заражень коронавірусом.
Станом на 9 травня, зафіксовано спад захворюваності — виявлено 2 817 нових випадків коронавіруса. Жодна область не перебуває у «червоній» зоні.
24 травня зафіксовано найменшу кількість випадків з початку року — 1334.

#### Червень
7 червня зафіксовано найменший показник приросту захворілих на коронавірус з початку 2021 року — 535 осіб.
9 червня вся територія України перейшла до «зеленої» зони карантину.
16 червня уряд продовжив карантин в Україні до 31 серпня та встановив нові карантинні норми.
23 червня В Україні вперше виявили штам «дельта»

#### Липень
2 липня помер вакцинований Pfizer українець. 47-річний чоловік із Вінниці помер через 4 години після вакцинації. До цього помирали люди, щеплені вакциною CoviShield. Як правило, такі люди мали супутні хвороби.
З'явився новий штам Дельта.

#### Серпень
10 серпня 2021 р. в Україні інфікувалися 781 осіб, з них дітей — 37. Найбільше у Києві (167), госпіталізовано — 335 осіб; летальних випадків — 24; одужало — 1 390 осіб. За добу протестували: методом ПЛР — 21 705 осіб, методом ІФА — 7 698 осіб, експрес-тестами — 15 150 осіб. За весь час пандемії в Україні: захворіло — 2 260 232 особи; одужало — 2 192 592 особи; зафіксовано летальних випадків — 53 124. Всього проведено ПЛР-тестувань — 11 559 179.
11 серпня Кабінет Міністрів ухвалив рішення про подовження адаптивного карантину до 1 жовтня 2021 року.
28 серпня помер перший інфікований штамом «дельта»

#### Вересень
9 вересня в Україні виявили 3663 нових випадки коронавірусу. оспіталізували 2 175 осіб; померли 105 осіб і одужали — 2 095. За останню добу найбільшу кількість підтверджених випадків зареєстровано в Харківській (774), Дніпропетровській (556), Донецькій (460), Києві (456), Львівській (449) та Одеській (442) областях.
23 вересня 2021 року за добу в Україні зафіксували 9 058 нових підтверджених випадків коронавірусу. Востаннє понад 9 тисяч хворих за добу виявляли наприкінці квітня. Україна переходить в «жовту» зону адаптивного карантину.
У вересні було утилізовано понад 34 тисячі доз вакцини Pfizer, оскільки були порушені умови транспортування та зберігання.

#### Жовтень
Із середини жовтня в Україні почали вводити карантин. Спочатку в Дніпровські області, на кінець місяця в червоній зоні було 15 областей.
23 жовтня в Україні «червоними» були 6 областей — Дніпропетровська, Донецька, Запорізька, Одеська, Сумська, Херсонська.
26 жовтня «червоними» також стали Рівненська та Миколаївська області.
30 жовтня «червоними» були 15 областей.
Наприкінці жовтня було утилізовано 500 тисяч доз вакцини від коронавірусу AstraZeneca, через те, що закінчився термін придатності.

#### Листопад
1 листопада Київ віднесли до «червоної» зони.
8 листопада в Україні інфікувалися 18 988 осіб. За цим показником Україна четверта в Європі і шоста в світі (в США — 72 358 нових випадків, в Росії — 39 160, в Британії — 33 117, в Німеччині — 28 986 хворих, в Туреччині — 28 662). За добу померло 833 особи.
15 листопада відсоток щеплених українців досяг 40 %. Двома дозами було щеплено 28 % населення. Перше місце утримує Київ із 61 %, у Київській області — майже 50 % і 46 % у Полтавській області. Найменше — Закарпатська, Чернівецька, Донецька та Кіровоградська області. За останній тиждень кількість нових підтверджених випадків інфікування зменшилась на 6 %, а кількість госпіталізацій — на 13 %. До лікарень госпіталізують у середньому на 7 % менше пацієнтів, ніж виписують.
Президент України Володимир Зеленський оголосив, що держава буде із грудня доплачувати за вакцинацію 1000 гривень.

### 2022

#### Січень
За добу 28 січня в Україні зафіксовано 37 351 новий випадок Covid, що є третім добовим антирекордом поспіль.
За добу 29 січня в країні виявили 24,5 тисячі нових хворих на коронавірус, померли 94 людини.

#### Травень
27 травня 2022 року Кабінет Міністрів України своєю постановою № 630 продовжив карантин до 31 серпня 2022 року.

#### Серпень
19 серпня 2022 року Кабінет Міністрів України своєю постановою № 928 продовжив карантин до 31 грудня 2022 року.

#### Грудень
23 грудня 2022 року Кабінет Міністрів України своєю постановою № 1423 продовжив карантин до 30 квітня 2023 року.

### 2023

#### Квітень
25 квітня 2023 року Кабінет Міністрів України своєю постановою № 383 продовжив режим надзвичайної ситуації і карантин, пов'язані з коронавірусною хворобою 2019, до 30 червня 2023 року.

#### Червень
27 червня 2023 року Кабінет Міністрів України своєю постановою № 651 скасував з 24 години 00 хвилин 30 червня 2023 р. на всій території України карантин, встановлений з метою запобігання поширенню на території України гострої респіраторної хвороби COVID-19, спричиненої коронавірусом SARS-CoV-2.

## На тимчасово окупованих територіях
Ситуація в ОРДЛО достеменно невідома. За словами міністра МВС Авакова, 12 березня в тимчасово окупованій Росією Горлівці на Донеччині було 12 інфікованих. Терористи «ДНР» оголосили про тимчасову заборону в'їзду громадянам, що не мають паспортів «ДНР», а також оголосили про введення з 19 березня дистанційного режиму роботи для усіх шкіл і вишів. Терористи з т. зв. «ЛНР» оголосили про введення режиму підвищеної готовності.
Згідно з даними Росспоживнагляду, 21 березня перший випадок інфікування зафіксовано в тимчасово окупованому РФ Криму.
Перший випадок зараження вірусом на окупованих територіях Донеччини був визнаний окупаційною владою 31 березня 2020 року. Його було виявлено у місті Донецьку у мешканки, яка прибула з Москви 19 березня. Про наступні випадки повідомлялос 1 квітня, 5 квітня а до. У Головному управлінні розвідки Міністерства оборони України на початку квітня 2020 року заявили, що ситуація із захворюванням на коронавірус на окупованих Росією територіях Донеччини й Луганщини гіршає, однак підконтрольні Росії бойовики продовжують приховувати інформацію, а 10 квітня 2020 року окупаційною владою визнано 18 випадків зараження коронавірусом. 22 квітня окупаційна влада на Донеччині визнала перший летальний випадок від зараження вірусом. 100-й випадок зараження вірусом визнано 30 квітня. На 9 травня визнано 180 випадків зараження. Протягом травня 2020 року кількість хворих на окупованій Донеччині зростала швидшими темпами, ніж в іншій частині області, досягнувши на 5 червня 2020 року кількості 642 хворих, з яких на цей день 459 перебували на лікуванні, 159 було виписано, 24 летальних випадки.
За оцінками правозахисних організацій на окупованих територіях Донецької та Луганської областей станом на жовтень 2020 року було не менше 14 тисяч захворювань. Станом на 29 листопада 2020 окупаційна адміністрація ОРЛО повідомляла про 1782 випадки захворювання, 144 з яких смертельні.
Станом на вересень 2021 року лікарні в Донецьку завантажені на 100 %, швидкі не приїжджають на виклики, тестів немає, лікарі, отримавши російські паспорти, масово звільняються та їдуть до Росії, бракує кисневих концентраторів.

## Евакуація громадян

### Евакуація з-за кордону
Точної статистики наразі не існує, але за приблизними експертними оцінками за кордоном працюють 3-4 мільйони українських заробітчан. З них за кількістю на першому місці — у Польщі (40 %), на другому — в Росії (25 %), на третьому — в Італії (11 %). Частина з них під час пандемії Covid-19 повертається додому. Станом на 27 березня 2020 року в Україну повернулося понад 100 тис. українців. Проте очікується ще друга хвиля повернення українців на Батьківщину (тільки у Польщі понад 1 млн заробітчан).
З 13 березня до 1 квітня повернулися 650 000 людей. До 22 квітня в Україну повернулись вже майже 2 мільйони заробітчан. Натомість транскордонний рух в обидва боки (в Україну та з України) не припинявся протягом пандемії. Частина заробітчан, які повернулись, знову виїжджає за кордон за власною ініціативою або в рамках міжурядових домовленостей після карантинних послаблень в Європі.

#### З міста Ухань

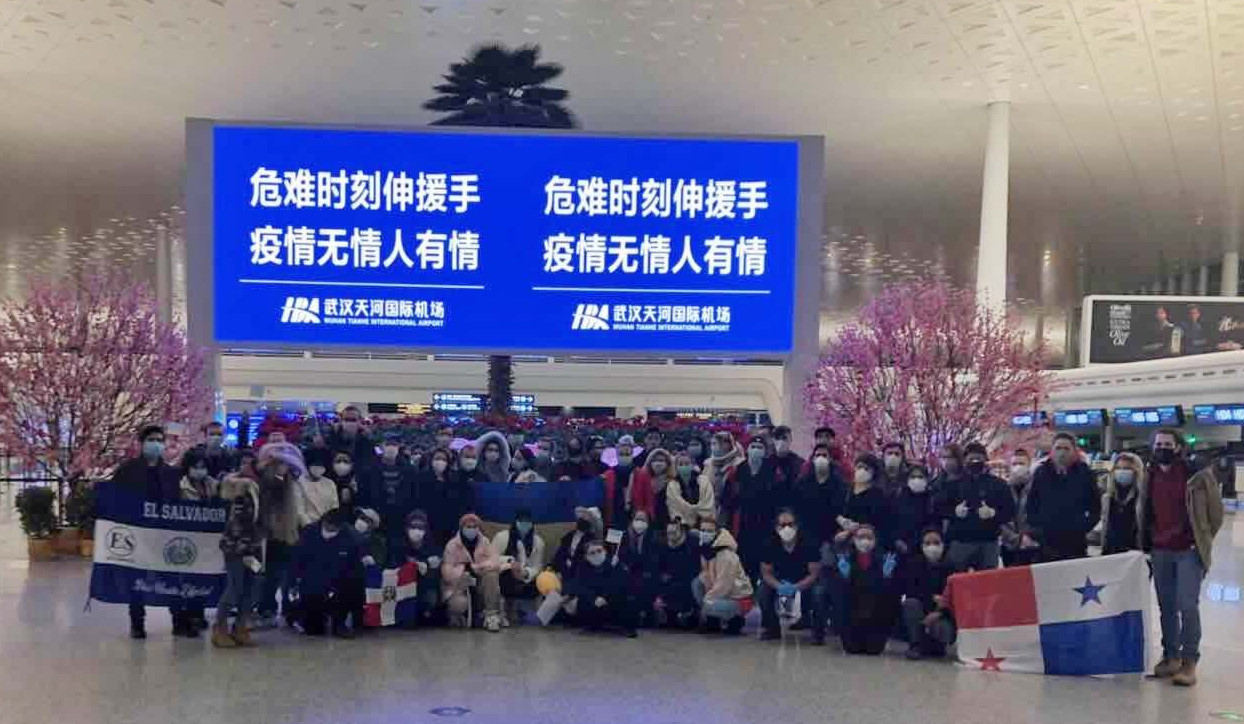
Люди в аеропорту Уханя перед евакуацією до України

18 лютого МОЗ України розпочав евакуацію 49 українців з Уханя. Після евакуації їх помістили до 14-денного карантину до двох об'єктів, назви яких МОЗ не розголошувало. Також українським літаком були вивезені громадяни Аргентини, на борт не брали людей із симптомами ГРВІ. В посадці було відмовлено чотирьом пасажирам, що мали ознаки захворювання та одному — з собакою. У кількох місцевостях України відбулися протести проти розміщення евакуйованих на обсервацію.
20 лютого прибулих із Уханя помістили на обсервацію у Нових Санжарах на Полтавщині.
5 березня евакуйованих із Уханя випустили з обсервації, де вони перебували 14 днів.

#### З Польщі
27 березня на кордоні Польщі й України скупчилася значна кількість українців, які пішки поверталися до України. Було пропущено 10 000 осіб.

#### Евакуація з інших країн
18 березня авіакомпанія «SkyUp» запровадила низку нерегулярних комерційних рейсів з ЄС до України, які покликані евакуювати українців. Рейси за пільговими цінами мають курсувати з Парижа, Аліканте, Берліна, Відня, Варшави, Праги, Тбілісі, Лісабона, Мюнхена, Неаполя, Франкфурта, Таллінна, Цюриха, Стамбула, Барселони й Лондона.
Протягом 18-19 березня з Єгипту після закриття авіасполучення через пандемію повернулося понад 40 тис. українців.
20 березня три потяги Інтерсіті сполученням Перемишль — Київ евакуювали з Польщі понад 1150 громадян України та трьох іноземців.
29 березня евакуйовані з В'єтнаму 238 громадян України намагалися втекти з-під обсервації з Бориспільського летовища.

### Українські моряки на «Diamond Princess»
25 українців були також членами екіпажу на лайнері «Diamond Princess», який затримали на карантин у Японії. Двоє з них отримали лікування у госпіталі і повернулись в Україну 12 березня 2020.
49 громадян України перебулвали на лайнері Grand Princess (з них 46 — члени екіпажу), який 5 березня 2020 року розвернули з круїзу в Сан-Франциско внаслідок смерті одного з пасажирів. 16 березня вони повернулися в Київ.

## Інфікування медичних працівників
Основні причини, які спричинили високий рівень інфікування медичних працівників коронавірусом Covid-19 — це нестача або неправильне використання засобів індивідуального захисту; контакти з хворими в палатах, що не мають спеціального обладнання для перебування хворих з респіраторною інфекцією; недостатня гігієна рук; тривалий час роботи з великою кількістю хворих на Covid-19 пацієнтів; відсутність перерви на відпочинок під час роботи й надмірна втома; недостатнє навчання медичних працівників принципам протиепідемічного контролю в медичних закладах.
24 березня 2020 р. 2 медсестри інфікувалися в Івано-Франківській області.
27 березня 2020 р. у Вінниці 5 працівниць пологового будинку були інфіковані коронавірусом SARS-CoV-2 (із загальної кількості заражених 7 осіб у Вінниці).
28 березня 2020 р. в Тернопільській області в Монастириському районі 21 медичний працівник був інфікований SARS-CoV-2 (із загальної кількості заражених в 43 особи по області).
29 березня 2020 р. інфікувалися 5 медпрацівників в Кам'янці.
31 березня 2020 р. в Києві медпрацівниця була інфікована коронавірусом SARS-CoV-2.
2 квітня 2020 р. виявили інфікування коронавірусом у лікарки Хмельницького військового госпіталю, її госпіталізували із температурою і пневмонією 1 квітня.
3 квітня 2020 р. помер водій швидкої Старовижівської ЦРЛ. Зачинили на ізоляцію Почаївську лікарню у Кременецькому районі Тернопільської області, оскільки в 4 медсестер виявили вірус. У лікарні було всього 4 місця, де планували лікувати інфікованих, два з них зайняли інфіковані медпрацівники. З двох апаратів ШВЛ працює лише один.
6 квітня 2020 р. інфікувалися 2 медичні працівники в Києві.
8 квітня 2020 р. кількість інфікованих медичних працівників тільки на Буковині зросла до 51 осіб. З них 40 осіб безсимптомні, а 11 мають симптоми захворювання. Шестеро медпрацівників заразились під час виконання професійних обов'язків.
9 квітня 2020 р. виявлено 2 нових випадки у Миргороді, у медичних працівників: 73-річна лікарка й 46-річна медсестра Миргородської ЦРЛ, контактували з чоловіком, у якого згодом підтвердили коронавірус.
10 квітня 2020 р. в Закарпатській області помер лікар.
12 квітня 2020 р. із 30 нових випадків в Калинівському районі Вінницької області — 26 медпрацівники. 5 медичних працівників інфікувалися в Яремче. Кількість медпрацівників, що вилікувалися, зросла до 7. На цей день від початку пандемії зробили 30 314 ПЛР-тестів, кількість хворих зросла до 2 777 осіб.
13 квітня 2020 р. в Кіровоградській області серед числа хворих — 54 медичні працівники. Із них переважна більшість інфікованих із Обласного клінічного госпіталю ветеранів війни.
17 квітня 2020 р. кількість інфікованих медичних працівників в Україні зросла до 879 осіб із загальної кількості в 4662. За добу: встановлено хворих — 501, серед них 91 медпрацівник; одужали — 60, серед них 19 медпрацівників і 3 дітей; госпіталізували — 156 людей, з них 11 дітей і 12 медпрацівників.
19 квітня 2020 р. помер 60-річний лікар із Подільська Одеської області, є підозра, що він інфікував інших.
22 квітня 2020 р. у Полтавській області кількість інфікованих медичних працівників зросла до 39 осіб (із загальної кількості 116 інфікованих): Кременчук — 30, Миргород — 5, Полтава — 1 і Зіньків — 1.
25 квітня 2020 р. стало відомо, що лікар з Подільська перед смертю заразив 32 медпрацівників районної лікарні станом на 25 квітня. Всього на цей день на Одещині було 219 випадків захворювання.
26 квітня 2020 р. у Харківській обласній психіатричній лікарні виявлено 11 випадків захворювання на коронавірусну хворобу 2019. Троє медичних працівників теж були заражені. У селі поставили КПП.
28 квітня 2020 р. у Чернігові інфікувалася медсестра лікарні № 1, що брала кров на тестування у хворого. Обстежено експрес-тестами — 263 мешканці Чернігова, ПЛР-тестами — 257 осіб.
29 квітня 2020 р. кількість інфікованих медиків в Україні зросла до 1 976, повідомив Центр громадського здоров'я МОЗ України. Найбільше — 264 людини у Чернівецькій області. Найменше у Донецькій, Сумській та Чернігівській: по 7 людей у кожній з областей. У співвідношенні до загальної кількості хворих в області лідирує Кіровоградська (36 %), Вінницька (33 %) та Волинська з Полтавською (по 28 %) області.
6 травня 2020 р. в Києві інфікувалися троє медичних працівників (із 68 нових інфікованих у Києві).
10 серпня 2021 р. в Україні інфікувалися 28 медичних працівників (із 781 нових інфікованих в Україні).

## COVID-19 та релігійні установи
Потягом квітня-травня випадки інфікування були предметом спеціальної уваги ЗМІ, і мали наслідком закриття відповідних закладів.
Зокрема, в Києво-Печерській лаврі, де ведуть службу РПЦвУ, було закрито з 5 квітня до 25 травня. Про інфікування працівників лаври повідомляли 6 квітня (4), 8 квітня (30 священнослужителів), в тому числі настоятель Лаври митрополит РПЦвУ Павло Лебідь, станом на 14 квітня в Лаврі загалом було виявлено 100 випадків зараження і два летальних випадки. Станом на 6 травня збільшилася на 17 осіб, після чого ЗМІ припинили публікувати інформацію про інфікованих у Печерській Лаврі.
В липні міністр охорони здоров'я Степанов назвав богослужіння однією з основних причин росту інфікованих, проте вже 6 серпня уточнив, що не звинувачував церкви і закривати церкви на карантин не планує.

## Діагностика
В Україні коронавірусне інфікування виявляли трьома видами тестів — лабораторними (полімеразна ланцюгова реакція (ПЛР) і імуноферментний аналіз (ІФА)) і «швидким» (експрес-тестом), що може проводиться за межами лабораторії.
«Швидкі тести» базовані на реакції імуногістохімії, що визначає антитіла до коронавірусу SARS-CoV-2 у крові за 15 хвилин. Ці тести можуть давати хибно негативний результат, коли людина щойно захворіла, оскільки для формування антитіл у крові потрібен час, принаймні декілька діб. Попри негативний результат тесту, людина може переносити коронавірусну хворобу і бути джерелом зараження для інших.
ІФА також виявляє антитіла до SARS-CoV-2 в крові. Метод здійснюється в лабораторних умовах. Дає точніші результати, ніж швидкі тести. Тест виявляє не вірус, а антитіла до нього, тобто визначає, чи хворіла людина на COVID-2019.
Єдиний наразі підтверджуючий тест — це ПЛР. Для його визначення робиться забір слизу з дихальних шляхів і передача його до спеціалізованої лабораторії. Такий тест виявляє генетичний матеріал вірусу (РНК).
Здебільшого на український ринок постачали системи німецької розробки. Втім, у січні-лютому 2020 року за розробку власних тестових систем взялися три українські організації: державний Інститут молекулярної біології і генетики НАН України (ІМБГ НАНУ), який діяв за дорученням РНБО, та приватні компанії «Укргентех» (Українські генетичні технології) і «Діаген».
Перша тест-система для виявлення РНК коронавірусу надійшла до України 5 лютого 2020 року. Це була система німецької розробки. Обсяг реагентів отриманої тест-системи було розраховано на проведення близько тридцяти досліджень. Цієї невеликої кількості мало вистачити на випадки перших підозр захворювання.
12 лютого компанія Діаген зареєструвала в МОЗ тест-систему власної розробки. Компанія заявила, що може виробляти системи для тестування близько тисячі людей на тиждень. Невелику кількість таких систем закупила Харківська дитяча інфекційна лікарня та приватні лабораторії в трьох областях України.
24 лютого ВООЗ передала вірусологічній референс-лабораторії Центру громадського здоров'я 30 наборів реагентів для тестування, які містили приблизно 3000 реакцій і були розраховані на обстеження 960 осіб.
Потреба у тестуванні різко збільшилася на початку березня, після виявлення в Україні захворілих.
12 березня за результатами засідання РНБО Володимир Зеленський підписав указ про замовлення 200 тисяч тестів в ІМБГ НАНУ.
Перший транш фінансування було перераховано інституту 23 березня. До того часу українські дослідники зареєстрували систему, виготовили близько 600 тестів і передали їх в лабораторію ЦГЗ та в Житомирський обласний лабораторний центр. Інститут готовий був виробляти тести, але потребував попереднього фінансування для закупівлі реагентів та витратних матеріалів.
17 березня зареєструвала свою тест-систему компанія «Українські генетичні технології» (Укргентех). Компанія повідомила, що готова виробляти тести у великих обсягах.
Станом на 18 березня 2020 року лабораторія Центру громадського здоров'я дослідила близько 640 зразків і була основною лабораторією, що здійснювала такі дослідження. Висловлювалося занепокоєння, що рівень тестування у країні дуже низький.
Станом на 20 березня ПЛР-тести почали робити ще в одинадцяти обласних лабораторіях. МОЗ обговорювало з приватними лабораторіями можливість діагностики в них, щоб зменшити навантаження на державні вірусологічні лабораторії.
Експерти відзначали, що запас тестів дуже обмежений. Лікарі й хворі повідомляли, що в деяких державних лікарнях тести були фактично недоступними.
23 березня надійшла партія тестів із Китаю, яку оплатив Джек Ма. У вантажі були здебільшого експрес-тести та 521 система ПЛР-діагностики, якої мало вистачити на тестування близько 50 тис. осіб. Ці системи розподілили по всіх областях України.
Перші великі партії постачань по 100—200 тисяч вітчизняних ПЛР-тестів почалися 24 квітня від «Укргентеху». Протягом першого тижня очікувались поставки 600 тисяч тестів. У травні поновились переговори з Інститутом молекулярної біології і генетики НАН України щодо закупівлі ПЛР-систем. 
з урахуванням гуманітарних постачань тестів з-за кордону, новою проблемою стала недостатня потужність лабораторій, які здатні робити ПЛР-тестування. У квітні державні лабораторії виконували не більше 6 тисяч тестів на добу, що в розрахунку на населення країни суттєво менше, ніж у сусідніх країнах (див діаграму). Також Україна мала найнижчий показник лабораторного тестування із розрахунку кількості тестів на одного виявленого хворого на Covid-19 станом на 10 травня 2020.
12 травня 2020 року Центр громадського здоров'я Міністерства охорони здоров'я забракував ПЛР-тести виробництва ТОВ «Укргентех». Тести не пройшли верифікацію Вірусологічної референслабораторії Центру та вірусологічної лабораторії ДУ «Київський міський лабораторний центр МОЗ України» у зв'язку з тим, що чутливість і специфічність тест-системи не відповідає значенню, заявленому виробником. Дана тест-система не може використовуватися медичними установами для діагностики COVID-19.
23 травня 2020 року на щоденному брифінгу очільник МОЗ Максим Степанов повідомив, що за попередню добу в Україні було зроблено найбільшу на той час кількість ПЛР-тестувань — 10248.
В кінці травня запроваджено тестування на наявність у людини антитіл до коронавірусу методом ІФА. Для встановлення діагнозу рекомендовано суто результат ПЛР. Станом на 27 травня 2020 в Україні було зроблено 312 532 ПЛР-тестувань та 1 355 ІФА-тестів.
10 серпня 2020 року ТОВ «Біокор Текнолоджі ЛТД» — український виробник тест-систем заявив про розробку ПЛР-тестів для діагностування COVID-19. Діагностичні набори для виявлення SARS-CoV-2 від ТОВ «Біокор Текнолоджі ЛТД» пройшли Державну реєстрацію на початку липня 2020 року та вже використовуються в лабораторіях.
2 вересня 2020 року головний санітарний лікар Віктор Ляшко повідомив про те, що МОЗ планує збільшити кількість тестувань на COVID-19 шляхом використання швидких тестів на антиген. Для цього МОЗ веде переговори з представниками ВООЗ щодо оновлення протоколу тестування та включення до нього цих тестів.
18 вересня МОЗ оновило національний протокол надання медичної допомоги при COVID-19. Згідно з протоколом оновлюється алгоритм тестування на наявність коронавірусу, розширюється схема використання лікарських засобів, а також змінюються критерії припинення самоізоляції та завершення лікування.

## Заходи запобігання

Інфографіка для профілактики коронавірусу COVID-19

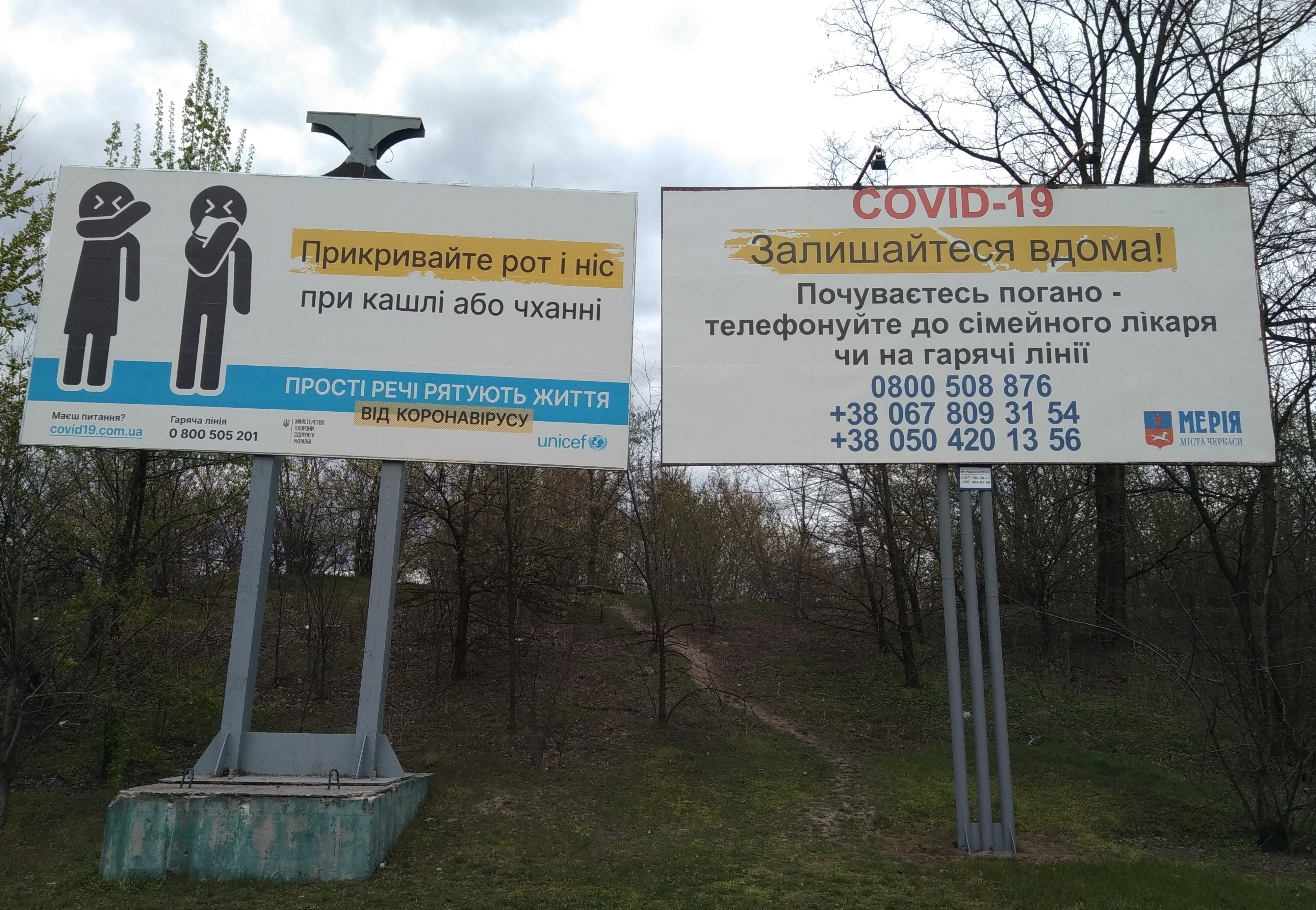
Соціальна реклама щодо попередження COVID-19 у м. Черкаси

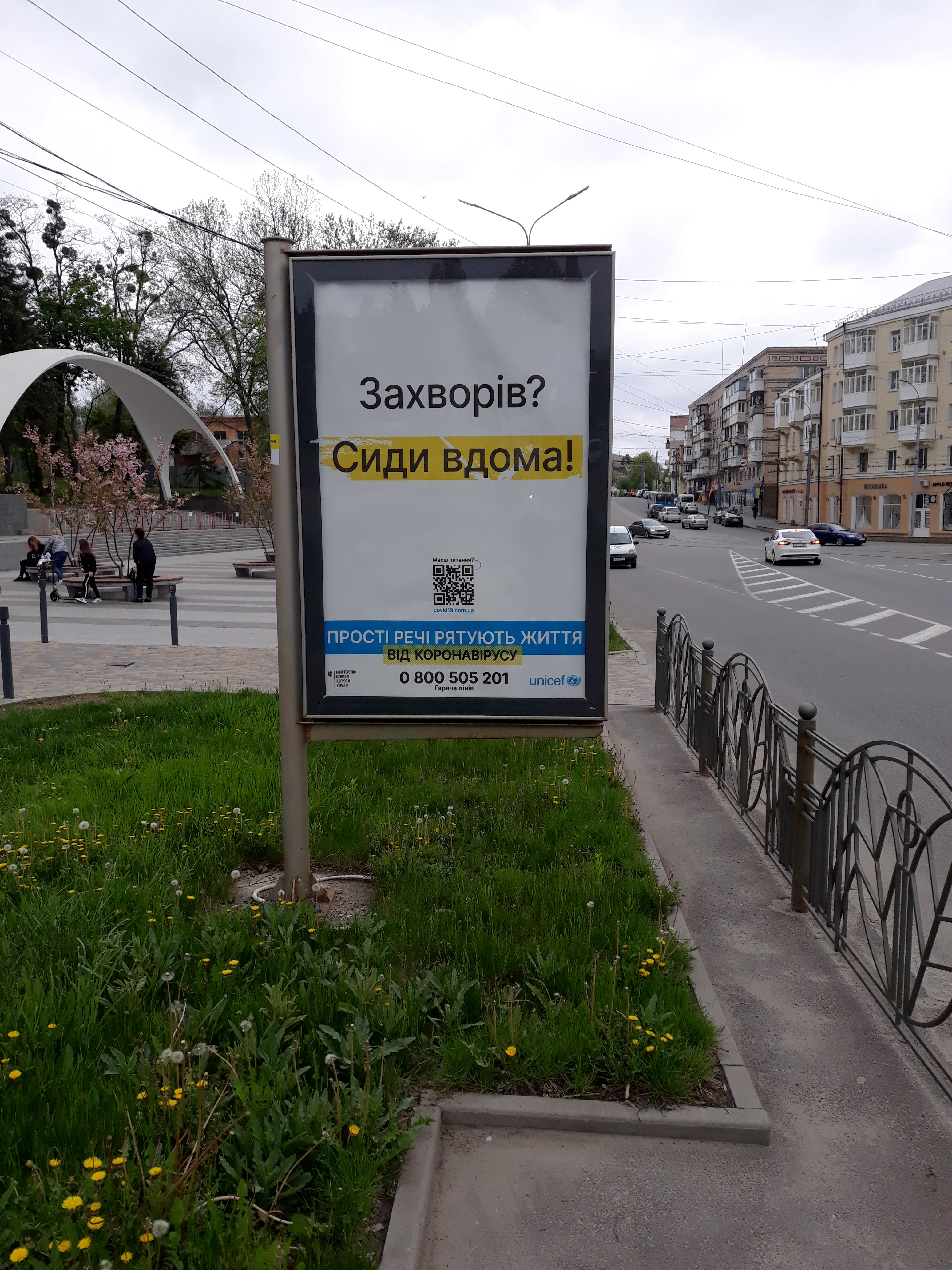
Соціальна реклама у Вінниці

### До оголошення карантину
25 лютого на координаційній нараді під головуванням секретаря РНБО Олексія Данілова прийнято про рішення проводити температурний скринінг усіх громадян, які прибувають на територію України з будь-якої країни світу, як через авіасполучення, так і через автомобільні й залізничні пункти пропуску.
Після перших випадків особливі заходи почали здійснювати в конкретних регіонах. Після смерті жінки 14 березня в Радомишлі ввели надзвичайний стан, було зупинено рух транспорту, закрито ринки, людям на в'їзді та виїзді з міста міряли температуру. Тут було дезінфіковано церкву й автовокзал.
В Чернівцях 18 березня почали дезінфекцію вулиць, миття проводиться тричі на день.

### Всеукраїнський карантин
11 березня 2020 р. Кабінет міністрів прийняв постанову Про запобігання поширенню на території України коронавірусу COVID-19, якою на території України встановлено карантин з 12 березня до 3 квітня 2020 р. і заборонено:
- відвідування закладів освіти її здобувачами;
- проведення всіх масових заходів, у яких бере участь понад 200 осіб, крім заходів, необхідних для забезпечення роботи органів державної влади й органів місцевого самоврядування. Спортивні заходи дозволяється проводити без участі глядачів (уболівальників).

Було заборонено масові заходи (понад 200 осіб, крім заходів, необхідних для роботи органів влади й місцевого самоврядування), закриті дитсадки, заклади освіти. Спортивні заходи дозволено проводити без участі глядачів. Карантин запроваджено у всіх областях, окрім того, з 219 контрольно-пропускних пунктів відкритими залишили 49.
Того ж дня Міністерство освіти і науки опублікувало лист, в якому йшлося про необхідність дотримання правил карантину і у зв'язку з цим — проведення занять за допомогою дистанційних технологій або відпрацювання занять відповідно до навчальних планів після нормалізації епідемічної ситуації.
Услід за навчальними закладами карантин було проголошено і в більшості концертних закладів. Одними з перших про перенесення концертів оголосили Національна філармонія, Національна опера, Палац «Україна», муніципальні театри тощо. Деякі, серед них — Львівська, Харківська філармонії оголосили повний карантин пізніше.
З 16 березня 2020 р. Україна закрила кордон для в'їзду іноземців. З опівночі 17 березня на 14 днів (до 3 квітня 2020 року) закрите міжнародне авіаційне, залізничне й автобусне сполучення. Громадяни України, що подорожують власним транспортом, можуть перетинати пункти пропуску. Також до України можуть в'їхати іноземці, що мають місцеву посвідку на проживання. Пункти пропуску працюють для вантажних перевезень, медичні вантажі мають перевірятися митницею за одну добу.
З 18 березня 2020 р. в Україні призупинене залізничне, авіа- й автобусне сполучення, міжміські і міжобласні пасажирські перевезення, у Харкові, Дніпрі та Києві було закрито метрополітен. Для міських перевезень встановлено обмеження до 10 осіб у маршрутках і до 20 — автобусах, трамваях і тролейбусах. 25 березня були змінені обмеження при поїздках громадським транспортом: пасажири мають бути у засобах індивідуального захисту і не можуть перевищувати 50 % кількості місць для сидіння.
25 березня 2020 року Кабмін запровадив режим надзвичайної ситуації на всій території України, початково терміном на 30 днів, але термін продовужвався і на даний час датою закінчення дії постанови є 1 жовтня 2021 року.
2 квітня 2020 року Кабмін постановою № 255 виклав в новій редакції постанову № 211 КМУ «Про запобігання поширенню на території України гострої респіраторної хвороби COVID-19, спричиненої коронавірусом SARS-CoV-2», чим жорсткіше обмежив свободу громадян, зокрема було заборонено відвідувати зони відпочинку, пересуватись групами тощо. За порушення карантину передбачені покарання у вигляді штрафу від 17 тисяч грн або ув'язнення терміном до 8 років. Багато юристів і правозахисників заявило, що деякі обмеження можуть бути неконституційними без запровадження військового чи надзвичайного стану.
Згодом Заступник міністра охорони здоров'я Віктор Ляшко визнав, що заборону на прогулянки парками запровадили задля психологічного ефекту.
11 травня 2020 р. відбулося послаблення карантину — відкриті парки та сквери, стоматології, непродовольчі магазини, перукарні тощо.
22 травня 2020 р. відбулося послаблення карантину — відновлено роботу громадського транспорту.

### Карантинні заходи в окремих регіонах

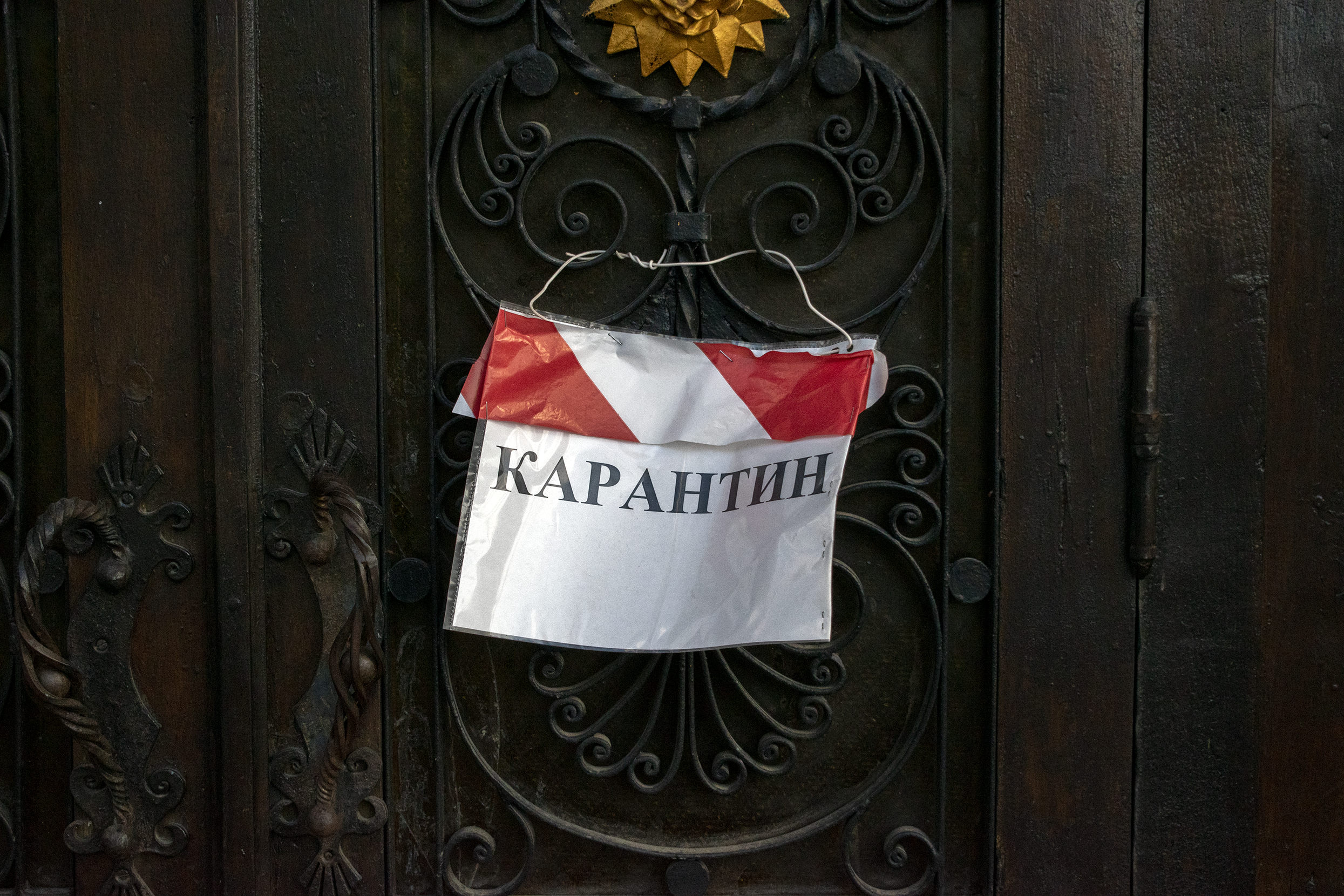
Повідомлення про карантин на дверях луцького медичного коледжу

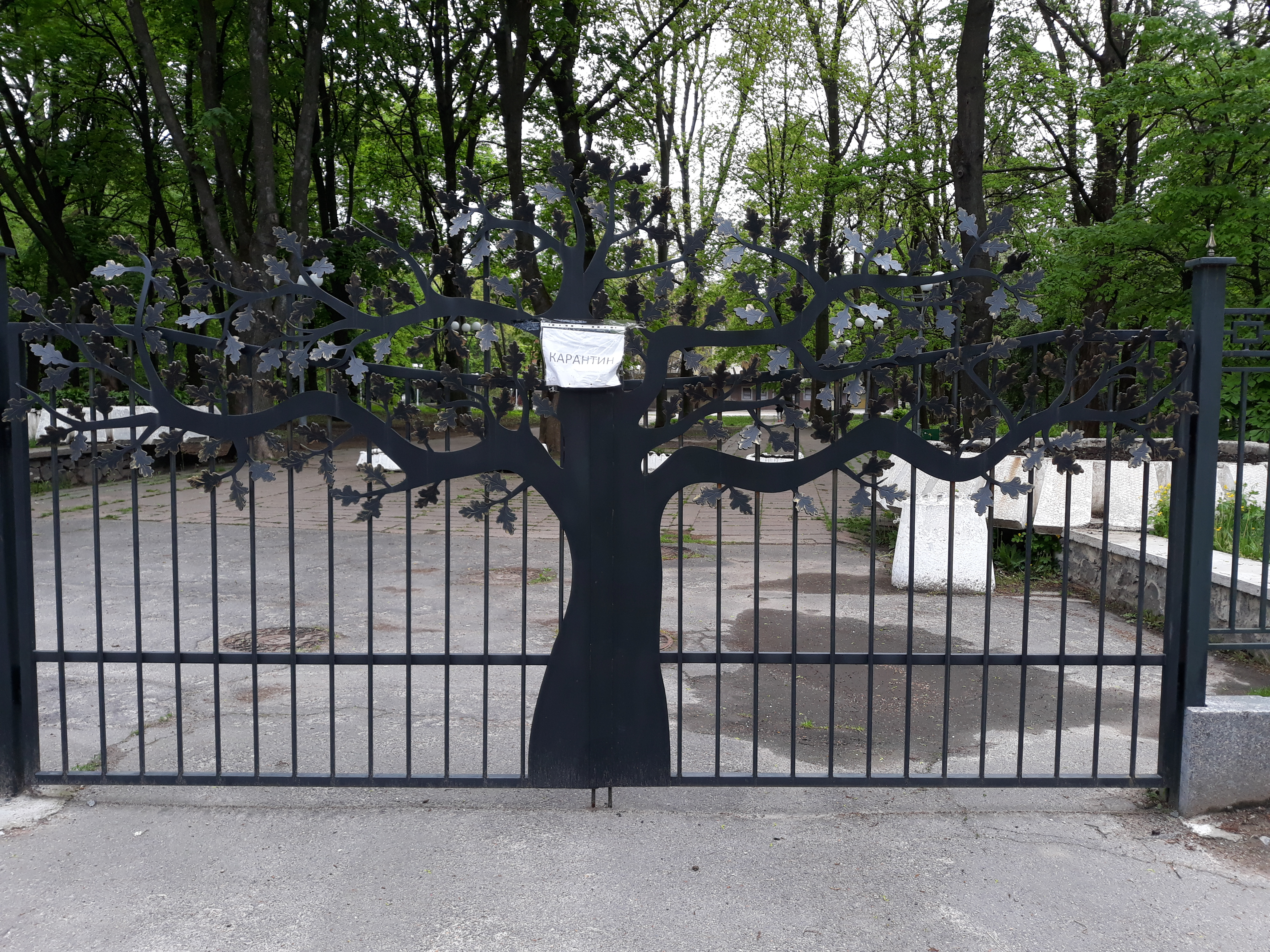
Міський парк Вінниці закрито на карантин

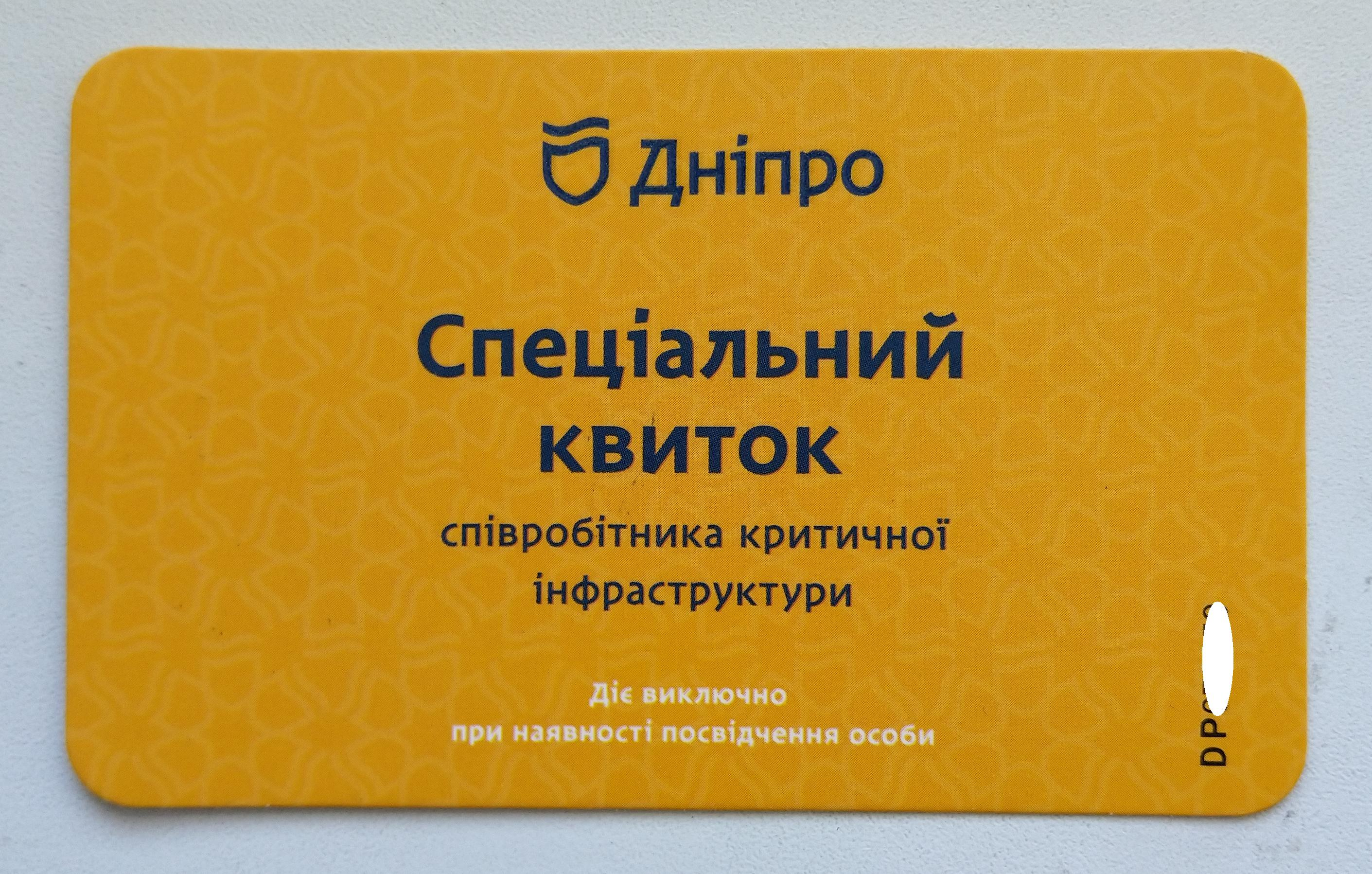
Спеціальна перепустка для проїзду у громадському транспорті м. Дніпро на час карантину

16 березня 2020 р. поліціянти з медичними працівниками почали чергування на в'їзді до Радомишля, перевіряючи у тих, хто перетинає кордон міста, температуру, з огляду на те, що 13 березня тут стався перший летальний випадок через хворобу COVID-19.
У Кривому Розі з 16 березня 2020 р. посилено карантин, в місті працюють лише аптеки, продуктові магазини й АЗС. У Черкасах того ж дня закрито всі ТРЦ і заклади громадського харчування.
18 березня 2020 р. було встановлено блокпости у Бочківцях, Грозинцях і Колінківцях Хотинського району Чернівецької області.
27 березня 2020 р. карантинні блокпости встановлено по периметру Волинської області.
28 березня 2020 р. з 20:00 обмежено в'їзд до Вінниці трьома напрямками, 30 березня кількість в'їздів-виїздів збільшено до п'яти.
31 березня 2020 р. у Вінницькій області та по її периметру створено санітарно-карантинні пункти, на яких проводиться температурний скринінг, зовнішній огляд й опитування осіб.
На вихідні дні, починаючи із суботи 4 квітня 2020 р. 13 години до 6 ранку понеділка 6 квітня вводили особливий режим в Чернівецькій області. В цей час рекомендували всім залишатися вдома. Навіть продуктові магазини в цей час не працювали, як і АЗС. Заправлятися зможуть лише «швидкі», поліцейські машини та автівки служб порятунку.

### Проблеми, пов'язані з протиепідемічними заходами
Мер Харкова Геннадій Кернес 13 березня 2020 р. виступив з критикою карантину, вважаючи, що місцева влада краще знайома з епідобстановкою.
16 березня 2020 р. мати померлої від COVID-19 мешканки Чернівців звинуватили лікарів у ненаданні вчасної допомоги. Відкрите кримінальне провадження.
18—19 березня 2020 р. в Києві через закриття метро на зупинках транспорту утворювалися численні черги. Дотримання обмеження у 10 пасажирів у мікроавтобусах перевірялося поліцейськими, через що виникали конфлікти.
Попри карантинні обмеження фіксувалися випадки порушення режимів самоізоляції хворими на COVID-19 і контактування з іншими людьми після виявлення в них цієї хвороби, зокрема, в Одесі. Через запровадження карантину поліція зафіксувала зменшення кількості розбоїв і крадіжок на 35 % у всіх регіонах країни, про це повідомив заступник голови НПУ Максим Цуцкірідзе, натомість фіксується збільшення крадіжок у порожніх приміщеннях, зазвичай літніх резиденціях і туристичних об'єктах. Експерти прогнозують, що карантин та складна економічна ситуація викличуть ріст бандитизму після закінчення карантину. Для контролю карантину МВС вивело на вулиці до 18 тис. поліцейських і нацгвардійців.

### Розшукування інфікованих
Деяка кількість інфікованих (або тих, хто контактував із інфікованими) самовільно залишила місця ізоляції. Такі випадки були в Харківській та Одеській. області в березні 2020 р.
8 квітня 2020 р. 17 осіб, які повертались із окупованого Криму додому втекли із Херсонського центру обсервації.
16 квітня 2020 р. з обласної інфекційної лікарні у Харкові втік душевнохворий пацієнт, доставлений туди з обласної психлікарні у селі Стрілеча. Після цього у психлікарні 26 квітня повідомили про 11 інфікованих.

### Мобільний додаток «Дій вдома» для спостереження дотримання режиму самоізоляції
За прикладом десятків інших країн [Архівовано 7 травня 2020 у Wayback Machine.] у квітні 2020 року Україна розробила власний мобільний додаток для контролю осіб, яким призначений режим  обов'язковій самоізоляції або обсервації. 7 квітня міністерство цифрової трансформації України анонсувало запуск додатку до смартфона, що отримав назву «Дій вдома». Він має надсилати декілька пуш-повідомлень на день на мобільний телефон користувача із випадковим інтервалом у часі. У цих повідомленнях міститься запит вислати селфі. Потім один алгоритм розпізнаватиме обличчя на фотографії, а інший — нотуватиме місце, де зробили знімок. Всі дані, включно з особистими, надсилаються для аналізу урядовим моніторинговим службам. При цьому у Кабінеті Міністрів України наголосили, що встановлення «Дій вдома» є добровільним.  Користувачі додатку на початку травня 2020 року повідомили про наявність численних технічних проблем, похибки геолокації, помилок щодо терміну перебування на самоізоляції, відсутність служби технічної підтримки та інших проблем, які вимагають доопрацювання мобільного додатку.

### Український бізнес
- Нова пошта з мережею магазинів АТБ та онлайн-магазином Розетка запровадили доставку харчових продуктів, спочатку як пілотний проєкт на Дніпровщині. Покупці матимуть на вибір три набори заздалегідь визначених продавцем товарів[315].
- Ajax Systems, один з найбільших в Європі виробників систем безпеки, перевів частину працівників на віддалену роботу й посилив заходи безпеки на виробництві, залишивши його в попередньому об'ємі[316].
- Укрзалізниця організувала кілька поїздів Інтерсіті+ для вивозу громадян України з польського Перемишля[317].
- Туроператор Join UP! і авіакомпанія МАУ організували кілька спецрейсів для повернення українців з-за кордону[318].
- 14 квітня 2020 р. мережа АТБ передала для медзакладів Львівщини систему експрес-діагностики COVID-19. Обладнання дозволяє проводити до 400 аналізів зразків на добу[319].

### Реакція на карантинні заходи
Соціологічні опитування свідчать, що станом на кінець березня 2020 р. більшість українців підтримували жорсткі заходи щодо боротьби з коронавірусом. Водночас серед підприємців ставлення до продовження карантину у квітні є більш негативним, а 29 % підприємців станом на 2 квітня 2020 р. припинили діяльність.
3 квітня 2020 року до Окружного адміністративного суду міста Києва надійшов позов підприємця з Одещини до Кабміну. Позивач просить визнати протиправними встановлені Урядом до 24 квітня 2020 року обмеження щодо роботи закладів харчування та розважальних центрів.
7 квітня 2020 року Харківська правозахисна група опублікувала свій висновок, в якому йдеться про те, що у Постанові № 255 від 2 квітня 2020 року (що нею Кабінет Міністрів обмежив право на свободу й особисту недоторканність (ст. 29 Конституції), право на свободу пересування (ст. 33 Конституції), право на свободу совісті (ст. 35 Конституції), право на мирні зібрання (ст. 39 Конституції) тощо) не відповідає нормам Конституції України (статті 3, 6, 64, 92) та є незаконною.
28 серпня 2020 року Конституційний Суд України виніс рішення у справі за конституційним поданням Верховного Суду щодо відповідності Конституції України (конституційності) окремих положень постанови Кабінету Міністрів України «Про встановлення карантину з метою запобігання поширенню на території України гострої респіраторної хвороби COVID-19, спричиненої коронавірусом SARS-CoV-2, та етапів послаблення протиепідемічних заходів», положень частин першої, третьої статті 29 Закону України «Про Державний бюджет України на 2020 рік», абзацу дев'ятого пункту 2 розділу II «Прикінцеві положення» Закону України «Про внесення змін до Закону України „Про Державний бюджет України на 2020 рік“», яким визнав неконституційними низку положень Закону України «Про Державний бюджет України на 2020 рік» від 14 листопада 2019 року № 294-IX та Закону України «Про внесення змін до Закону України „Про Державний бюджет України на 2020 рік“» від 13 квітня 2020 року № 553-IX, що стосувалися карантинних заходів.

### Послаблення карантину

#### Критерії послаблення карантину
МОЗ України усно повідомило про критерії послаблення карантинних та інших обмежень, що пов'язані з протиепідемічними заходами проти коронавірусу. Показники готовності переходу областей до 2 етапу карантину, що передбачає послаблення карантинних обмежень:
- Інцидентність (кількість нових випадків COVID-19 за останні 7 днів на 100 тисяч населення) має бути менше ніж 12.
- Завантаженість ліжок у закладах охорони здоров'я, визначених для госпіталізації пацієнтів з підтвердженим випадком COVID-19, має бути не більше 50 %.
- Кількість тестувань (ПЛР-тестування разом з IFA-тестуванням) за 7 днів на 100 тисяч населення має бути не менше показника інцидентності — тобто понад 12.
- R-показник (Reproduction indicator) має бути на рівні 0,9-1,0 — розраховується на підставі кількості нових випадків за останні 7 днів до попередніх 7-ми днів[329]. Характеризує кількість нових інфікувань від одного хворого. Якщо «R» більше одиниці — це означає, що інфікування в популяції зростає, якщо менше одиниці — згасає.

Ці критерії в цілому відповідали загальним критеріям послаблення карантинних заходів, що раніше розробив Європейський союз.
23 травня 2020 р. Міністерство охорони здоров'я опублікувало на сайті таблицю готовності до другого етапу послаблень карантину за областями. Готовність областей визначалася за трьома показниками:
- Інцидентність: прийнятною вважалася величина до 12 в розрахунку на 100 тис. мешканців;
- Завантаженість лікарняних ліжок: прийнятно — до 50 %;
- Охоплення тестуванням: прийнятно — понад 12 в розрахунку на 100 тис. мешканців.

18 червня 2020 р. Міністерство охорони здоров'я змінило критерії послаблення або посилення карантину з 22 червня. Рішення про послаблення чи посилення карантинних обмежень регіональні комісії ТЕБ та НС повинні ухвалювати на основі наступних показників:
- Завантаженість лікарняних ліжок: прийнятно — до 50 %;
- Середня кількість тестувань методами ПЛР та ІФА-аналізу протягом останніх семи днів: прийнятно — 24 в розрахунку на 100 тис. мешканців;
- Коефіцієнт виявлення коронавірусної інфекції: прийнятно 11 % (розраховується як частка виявлених хворих серед протестованих методом ПЛР осіб за останні 7 днів);
- Динаміка зростання випадків інфікування: прийнятно не більше 10 % (сума випадків за минулий та сума випадків за теперішній тиждень).

Формула МОЗ України для розрахунку показника динаміки зростання випадків інфікування COVID-19:

#### Перші кроки послаблення карантину
Вже 30 квітня 2020 р. Черкаська міська рада, не чекаючи рішення Кабміну, послабила карантин, дозволивши роботу перукарень, об'єктів спортивної інфраструктури, літніх майданчиків закладів ресторанного господарювання, магазинів з продажу непродовольчих товарів, електротоварів, меблів, книжкової продукції, ринків та ярмарків з продажу сільськогосподарської продукції, а також міських парків та скверів і розташованих на їхній території атракціонів. На даний час це рішення зупинене судом.
З 11 травня 2020 р. Кабмін послабив карантин: за умов дотримання протиепідемічних заходів дозволяється відвідувати парки, сквери, зони відпочинку, дитячі та спортивні майданчики на вулиці. Ресторани і кафе можуть продавати замовлення на винос або обслуговувати відвідувачів на літніх майданчиках просто неба. Відкрились магазини непродовольчих товарів, салони краси та перукарні, побутові та стоматологічні заклади. Дозволені діяльність музеїв та історико-культурних заповідників просто неба, тренування спортсменів, діяльність ЗМІ, нотаріусів, адвокатів, аудиторів, психологів. Театрам, циркам, художнім колективам і концертним організаціям дозволили проводити репетиції та здійснювати відео та кіно знімання за двох умов: обмеження кількості учасників до 50, відсутність глядачів.
За владою регіонів залишається право окремо приймати рішення щодо поступового відкриття об'єктів залежно від епідеміологічної ситуації в регіонах. Зокрема, мер Києва Віталій Кличко не відкрив у місті ТРЦ попри дозвіл на це з боку Кабміну з 11 травня 2020 р..

#### Другий етап послаблення карантину
На 22 травня 2020 р. Кабмін запланував другий етап виходу з карантину, було дозволено: проведення спортивних подій до 50 осіб без глядачів, проведення релігійних заходів з обмеженням 1 людина на 10 м2, відновлення роботи міського та приміського наземного транспорту у звичайному режимі, відновлення роботи готелів (хостели лишаються зачиненими). Проте 8 областей (Чернівецька, Волинська, Луганська, Донецька, Рівненська, Полтавська, Київська та Закарпатська) і місто Київ були не готовими до послаблення обмежень.
25 травня 2020 р. дозволено роботу метрополітену без спецперепусток та закладів дошкільної освіти. Карантин продовжено до 22 червня із застосуванням моделі адаптивного карантину.
25 травня 2020 р. запустили метро у всіх трьох містах України.

#### Третій етап послаблення карантину
З 1 червня 2020 р. в Україні було частково відновлено міжобласне залізничне та автотранспортне сполучення. Почали курсувати 42 поїзди, але лише у тих регіонах, де обласні комісії ТЕБ та НС це дозволили. Також було частково відновлено і приміське залізничне сполучення. Було відновлено роботу фітнес-центрів, спортивних зал, басейнів, закладів освіти (для проведення ЗНО та атестацій). Також обов'язкову самоізоляцію було скасовано для осіб старше 60 років, що є представниками клубів та тренерського персоналу, а також для тих, хто в'їжджає з ОРДЛО, Криму та інших країн для участі у ЗНО.
Обласні комісії певних регіонів дозволили пасажирські перевезення за винятком Чернівецької та Закарпатської областей.
Станом на 1 червня 2020 р., до 3-го етапу послаблень були не готовими: Рівненська, Чернівецька, Львівська, Волинська та Донецька області, а також місто Київ.
З 5 червня 2020 р. заплановано відновлення внутрішнього, а з 15 червня — зовнішнього авіасполучення. Також з 5 червня заплановано відновлення роботи ресторанів та кафе у повному режимі, відновлення богослужінь біля та у храмах з обмеженням 1 людина на 5 м2, припинення дії обов'язкової самоізоляції для осіб, що досягли 60 років, проведення акредитацій освітніх програм у віддаленому режимі. Також обласні комісії ТЕБ та НС у випадку невідповідності регіону критеріям для послаблення карантину протягом 3-х днів поспіль зобов'язані скасовувати послаблення окремих обмежень.
Станом на ранок 5 червня 2020 р., 7 областей (Львівська, Чернівецька, Луганська, Донецька, Житомирська, Рівненська та Волинська), а також Київ виявились неготовими до послаблення обмежень.

#### Четвертий етап послаблення карантину
З 10 червня 2020 р. в Україні дозволяється відкривати заклади культури та проводити культурні заходи. Робота кінотеатрів та функціонування фан-зон на концертах наразі залишається під забороною. Також відновлюється робота закладів з оздоровлення та відпочинку (крім дитячих таборів). Місто Київ та 6 областей (Львівська, Волинська, Чернівецька, Рівненська, Закарпатська та Житомирська) станом на ранок 10 червня не мають права послаблювати карантинні обмеження через невідповідність критеріїв.
З 10 червня 2020 р. відновили часткову роботу КПВВ «Мар'їнка» та «Станиця Луганська», однак бойовики «ЛДНР» вирішили не відновлювати пропуск пішоходів та автотранспорту з цієї дати.
З 15 червня 2020 р. частково відновлено міжнародне авіасполучення, однак до країн ЄС та Шенгену дозволено в'їзд лише на роботу, навчання та лікування (в'їзд із туристичною метою не дозволено). За інформацією МЗС та Мінінфраструктури України, громадяни України можуть летіти до Албанії та США без обмежень, до Туреччини — з тестуванням на коронавірус по прибуттю, до Великої Британії — з обов'язковою 14-денною обсервацією після прибуття.

#### Поділ на зони карантину
22 липня Кабінет Міністрів України продовжив адаптивний карантин в Україні до 31 серпня 2020 року, ввівши з 1 серпня поділ України на 4 «зони»:
- Зелена зона — діють обмеження щодо кількості пасажирів у транспорті, 50 % заповненість кінотеатрів, обов'язкове носіння маски/респіратора в громадських будівлях, масові заходи дозволені за умови перебування 1 людини на 5 м2.;
- Жовта зона — усі обмеження зеленої зони + заборона відвідування установ соціального захисту, де перебувають люди похилого віку;
- Помаранчева зона — усі обмеження жовтої зони + заборона діяльності закладів розміщення (крім готелів), діяльності розважальних закладів і ресторанів у нічний час, планової госпіталізації пацієнтів, діяльності фітнес-залів, спортивних клубів, проведення культурних заходів, приймання нових змін в дитячі табори, а для масових заходів встановлено обмеження 1 людина на 20 м2 та не більше 100 людей.
- Червона зона — усі попередні обмеження + заборона роботи громадського транспорту у звичайному режимі, діяльності закладів харчування та ТРЦ, відвідування закладів освіти.

Окремі населені пункти одного регіону можуть перебувати у різних зонах залежно від епідеміологічної ситуації. Критерії для послаблення/посилення окремих обмежень залишаються незмінними: завантаженість ліжок, охоплення тестуванням, динаміка зростання випадків інфікування та коефіцієнт виявлення.

### «Карантин вихідного дня»
13 листопада 2020 р. Кабінет міністрів ухвалив рішення запровадити карантин вихідного дня. Вже наступного дня — 14 листопада, у Верховній раді було здіснено спробу скасувати рішення Кабміну, проте невдалу. Мери кількох міст — Львова, Тернополя, Рівного, Житомира, Черкас та Одеси відмовились виконувати розпорядження Кабміну, проте поліцейські блокували роботу закладів господарювання. В ряді міст відбулися акції протесту проти карантину вихідного дня, а також склали відповідну петицію до Президента, на що Кабмін відреагував обіцянками щодо підтримки бізнесу.

### Вакцинування

Черга на вакцинацію в МВЦ у Києві, листопад 2021
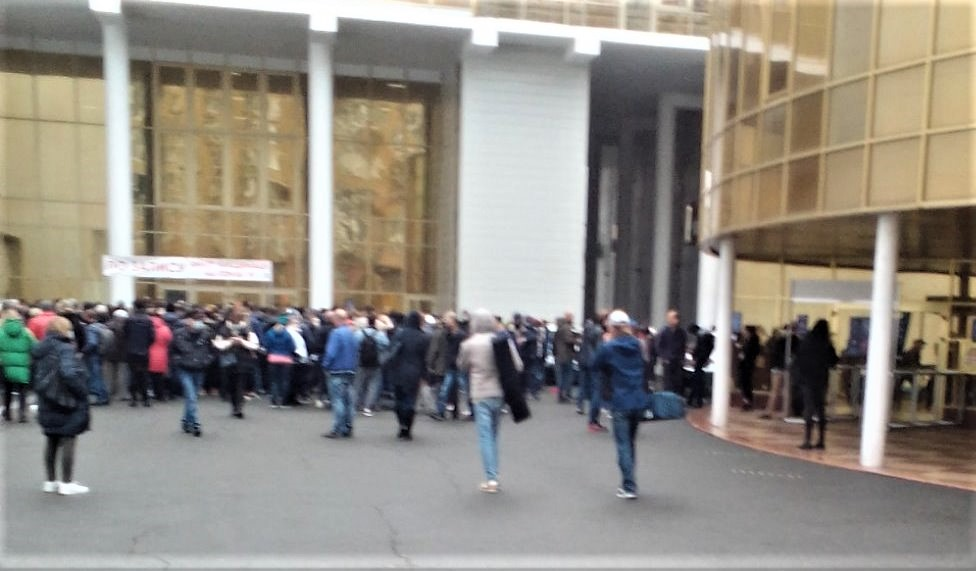
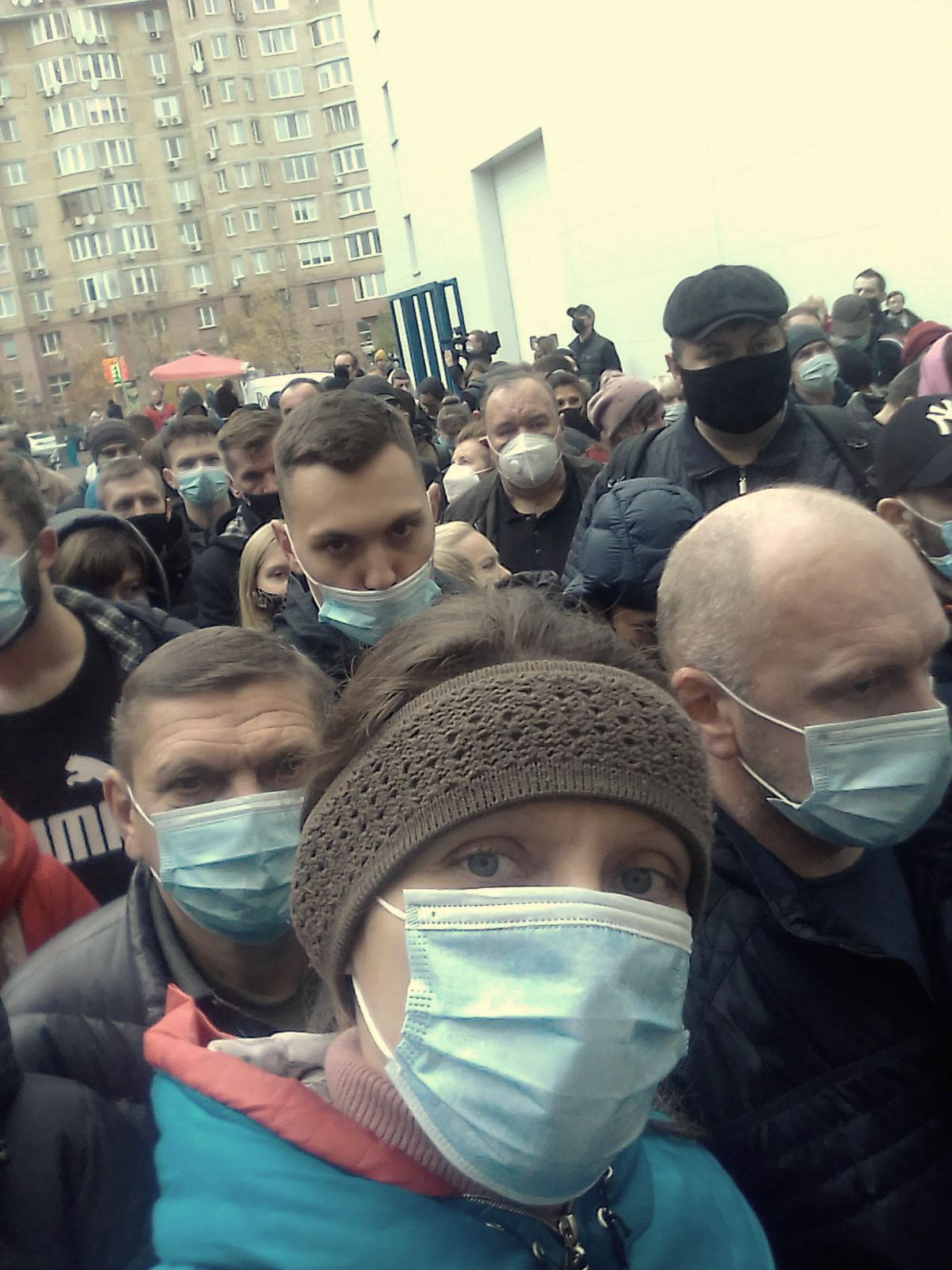

Вакцинація проти COVID-19 в Україні розпочалася 24 лютого 2021 року вакциною AstraZeneca. Згодом почали застосовувати інші вакцини — CoronaVac (з 13 квітня), Pfizer (з 19 квітня), Moderna (з 20 липня)
Станом на 21 вересня 2021 в Україні було зафіксовано 95 випадків смерті після вакцинації, проте 77 з них були визнані МОЗ такими, що не мали зв'язку з вакцинацію, а решта 18 лишались нерозслідуваними
Згідно з наказом від МОЗ України, вакцинація проти коронавірусу є обов'язковою для працівників центральних та місцевих органів виконавчої влади, а також закладів освіти усіх рівнів та форм власності. Працівники закладів освіти та органів виконавчої влади, які не щепляться проти COVID-19 до 8 листопада 2021 підлягають відстороненню від роботи без збереження заробітної плати.. Постанова спричинила до інтенсифікації процесу вакцинації до 300 тисяч вакцинацій на добу станом на кінець жовтня та відсторонення від роботи майже 3,5 тисяч вчителів станом на середину листопада.

## Випадки дезінформації
16 березня 2020 року в соціальних мережах розповсюдили дезінформацію про нічну дезінфекцію за допомогою вертольотів. 17 березня 2020 р. СБУ прокоментувала цей випадок і порадила перевіряти інформацію в надійних джерелах.
30 березня 2020 р. СБУ повідомила, що виявила 79 осіб, що поширювали фейк. Частина із них працювали за вказівкою з Росії. 28 осіб притягнуті до адміністративної відповідальності. Частина «кіберактивістів» діяли з Одеси, Дніпра, Львова й Херсона.
Українські проєкти «VoxUkraine» та «StopFake» з кінця березня 2020 року співпрацюють з модераторами Facebook задля виявлення й спростування неправдивої інформації про пандемію.
В українському сегменті соцмереж популярні користувачі, серед яких блогери, громадські діячі та політики, поширюють неправдиві відомості. Так у квітні-травні 2020 року поширювалися неправдиві заяви щодо інспірованості пандемії світовими лідерами та бізнесом, шкоду від ще нестворених вакцин тощо.

### Тимчасово непідконтрольні території
За даними СБУ, було виявлено масові замовчування і викривлення інформації про поширення коронавірусу терористами з ОРДЛО фактів захворювання людей на тимчасово окупованій території, зокрема, про 13 померлих з усіма симптомами COVID-19 у Луганську та Кадіївці. Дані факти були кваліфіковані прокураторою за статтею 438 (порушення законів та звичаїв війни) Кримінального кодексу України.
18 травня 2020 р. СБУ заявила про викриття 370 агітаторів щодо фейків про коронавірус в інтернеті, також було заблоковано майже 2,5 тис. спільнот із мільйонною аудиторією та відкрито кримінальні провадження щодо 17 агітаторів.

## Фонд боротьби з коронавірусною хворобою
В квітні 2020 року Урядом був створений Фонд боротьби з коронавірусною хворобою COVID-19, на який виділено 66 млрд грн.
В липні Уряд 35 млрд з вказаного фонду виділив на ремонт доріг.

## Колапс медичної системи
16 листопада 2020 р. прем'єр-міністр в якості головної мети назвав недопущення колапсу медичної системи. Разом з тим ЗМІ повідомляють про смерті людей від коронавірусу внаслідок неотримання медичної допомоги. Зокрема йдеться про нестачу у лікарнях кисневих концентраторів, відмову лікарень госпіталізувати людей з важкими симптомами через нестачу місць і навіть про померлих, які годинами лежать у палатах тощо. За даними системи Prozorro, станом на 16 листопада 2020 від січня було придбано 9 тисяч кисневих концентраторів на 503 млн грн.
29 листопада 2020 р. міністр охорони здоров'я Степанов виявив випадок некоректного ведення статистики в обласній клінічній лікарні ім. О. Ф. Гербачевського:
|  | Виявилося, що в статистику потрапляють начебто “вільні” кисневі точки, однак вони розташовані у відділеннях, які не відведені під лікування COVID-19, наприклад, реанімаційних, де лікуються хворі з інфарктами або інсультами. |